# Vacha
Vacha [ˈfaχa] ist eine Stadt im Wartburgkreis in Thüringen.

## Geographie

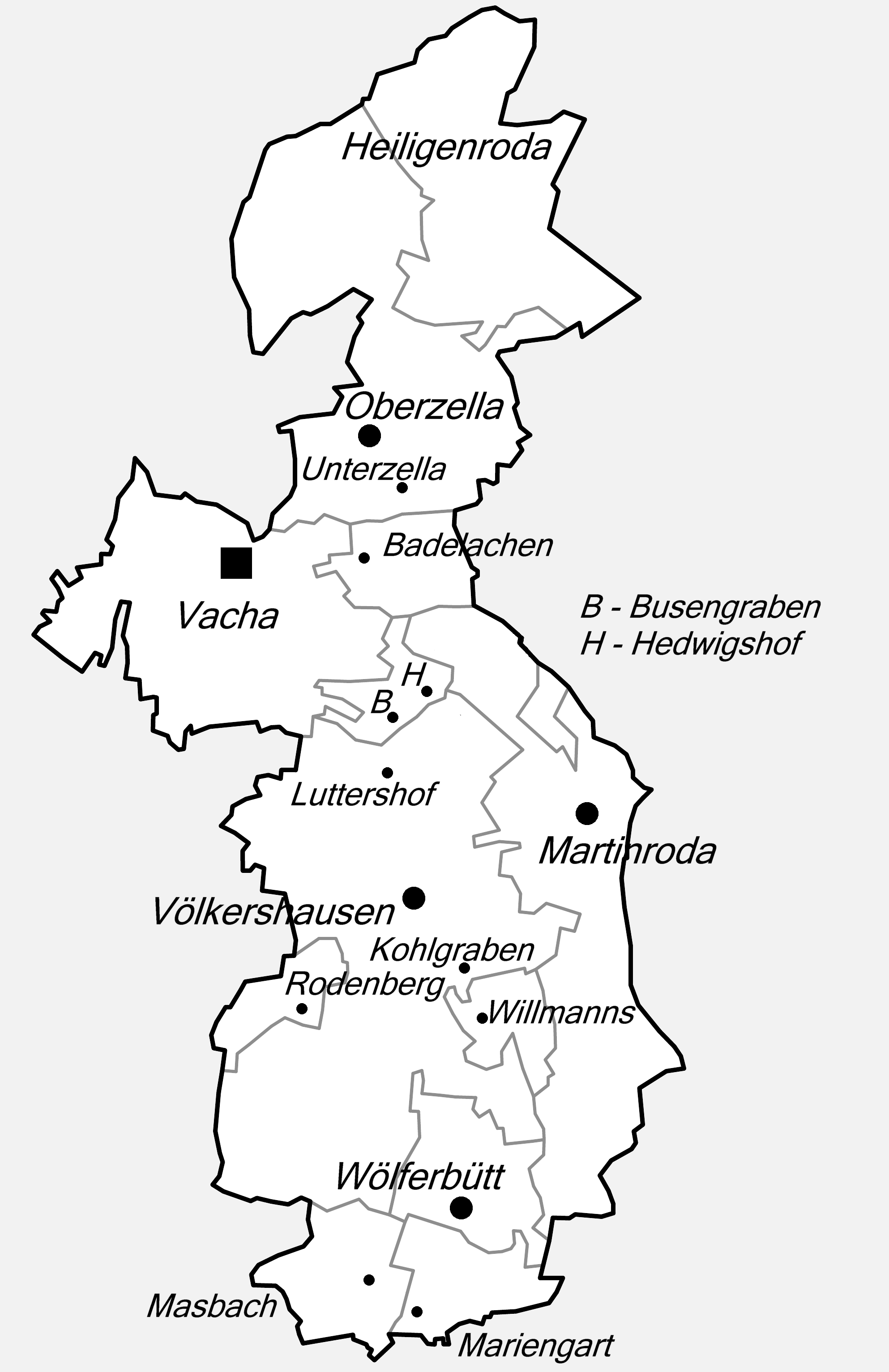
Stadtgliederung

### Stadtgliederung
Die Stadt besteht neben der Kernstadt Vacha mit der Siedlung Badelachen aus folgenden Ortsteilen:
- Oberzella mit der Kleinsiedlung Unterzella und den Wüstungen Heiligenroda, Niederndorf und Schwenge
- Martinroda
- Völkershausen mit den Siedlungen Busengraben, Furthmühle, Hedwigshof, Kohlgraben, Luttershof, Rodenberg, Sauermühle und Willmanns
- Wölferbütt mit den Siedlungen Mariengart und Masbach.

### Lage
Die Kernstadt liegt im Werratal, 3 km nördlich des Öchsen, direkt an der Landesgrenze zu Hessen. Nachbargemeinden sind (im Norden beginnend im Uhrzeigersinn) die Stadt Werra-Suhl-Tal mit dem Ortsteil Vitzeroda, die Stadt Bad Salzungen mit dem Stadtteil Springen, die Krayenberggemeinde, Dermbach, Oechsen, Geisa, Buttlar, Unterbreizbach mit seinem Ortsteil Sünna, Philippsthal und Heringen. Fulda ist etwa 40 km südwestlich, Eisenach ist etwa 27 km nordöstlich, Bad Hersfeld etwa 23 km westlich und Bad Salzungen 15 km östlich entfernt.

## Geschichte

### Vorgeschichtliche Zeit

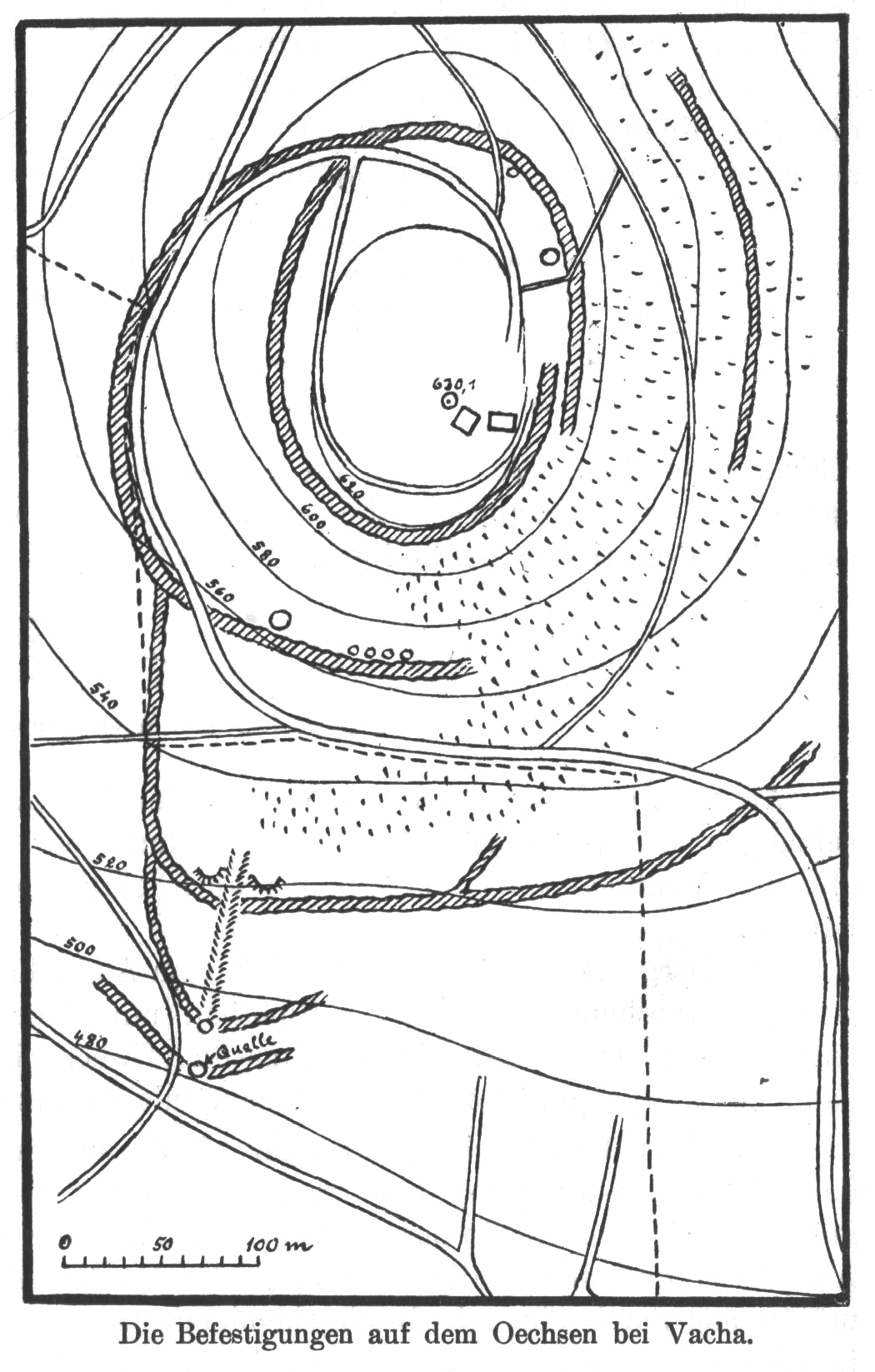
Übersicht zu den Wallanlagen auf dem Öchsen

Die archäologisch belegbare Siedlungsgeschichte im heutigen Stadtbereich beginnt mit Fundmaterial der Jungsteinzeit aus der Michelsberger Kultur. Die ältesten erhaltenen Zeugnisse von Bauwerken befinden sich auf dem Öchsenberg (627,2 m ü. NN). Es sind Steinwälle aus Basalt, sie umfassten im innersten Bering ein vollständig geschlossenes Oval von 180 Meter Länge und 130 Meter Breite. Die Größe der Anlage, es ist zugleich die stärkste Befestigung der thüringischen Rhön, deutet auf eine entwickelte keltische Höhensiedlung, ein Oppidum; die Hauptumwallung hatte einen Durchmesser von 320 Meter. Die Trinkwasserquelle befindet sich auf dem Südhang des Berges, die mit der Zeit talabwärts gewandert sein muss, worauf eine beckenartige Struktur, eine Art Rinne und zwei kurze Vorwälle hinweisen.
Der obere der beiden Zusatzwälle berührt auf der Westseite den hier im Bogen angewinkelten äußeren Hauptwall. Mit diesen Vorwällen hatte der Ringwall in letzter Ausbaustufe bis zum Hauptwall im Norden einen Durchmesser von 480 Meter.

### Ersterwähnung
Seit dem frühen Mittelalter befand sich das Gebiet um die heutige Stadt im Grenzbereich zwischen Sachsen, Thüringen und Franken. Im 9. Jahrhundert stießen hier die Territorien der Abteien Fulda und Hersfeld aufeinander. Daher existieren aus dieser Zeit viele Urkunden mit Grenzbeschreibung im Bereich um das heutige Vacha. Diese Grenzbeschreibungen erwähnen Vacha nicht. So wird am 31. August 786 die Dorndorfer Mark mit einer Grenzbeschreibung an die Abtei Hersfeld übergeben. Hier wird der westliche Grenzverlauf vom Berg Öchsen in nördlicher Richtung bis zur heutigen Wüstung Schwenge (in der Urkunden Uuihingesboumgarto) mit dem Zwischenpunkt des Hofes Badelachen (eventuell Königshof) beschrieben. Demzufolge geht man davon aus, dass es bis in das 12. Jahrhundert hinein keine nennenswerte Bebauung im heutigen Stadtgebiet gab, denn auch die Wildbann-Urkunde von Kaiser Heinrich II. für die Abtei Hersfeld aus dem Jahr 1016 erwähnt Vacha nicht. Eventuell gab es hier ein Vorwerk des Hofes Badelachen, aus dem dann allmählich das Dorf Vacha entstand. Dieses Dorf wird erstmals in einem Servitienverzeichnis (Dörfer, die Naturalien an das Kloster abführen mussten) des Klosters Fulda erwähnt, das zwischen 1155 und 1165 datiert wird. In dem Verzeichnis hatte Vacha an die Brüder im Kloster Fulda eine Kuh zu liefern, die geringste Leistung im gesamten Verzeichnis.
Wolfgang Kahl weist hingegen die urkundliche Ersterwähnung des Ortes für den Zeitraum von 802 bis 817 nach.
Ein Nachtrag im Codex Eberhardi des Klosters Fulda aus dem 12. Jahrhundert beurkundet einen Güteraustausch zwischen 814 und 817. In der Urkunde wird festgehalten, dass der Abt Ratgar dem Kaiser Ludwig dem Frommen Ibstadt (Ibistat) am Rhein überlässt und dafür die Meiereien (villicationes) Vacha (Vachhe), Geisa (Geisaha) und Spahl (Spanelo) erhält. Diese Urkunde wird heute jedoch als Fälschung des Mönches Eberhard angesehen. Die Urkunde entstand, als die Abtei Hersfeld in Auseinandersetzungen mit den Thüringer Landgrafen wegen strittiger Vogteirechte stand. Die Abtei Fulda nutzte diese Schwächephase aus, um mit Hilfe dieser Urkunde das untere Ulstertal im 12. Jahrhundert unter ihre Kontrolle zu bekommen.

### Namensursprung
Zu den ältesten Namensbelegen (Dronke Cod. dipl. Fuldensis Nr. 353) von Vacha zählt der urkundliche Hinweis … villis in zuisgen Facchon… – dies meint eine aus zwei zusammenliegenden Ortschaften gebildete Siedlung, zwischen denen ein Fischwehr befindlich ist.
Die sogenannten Fächer waren Dämme und Wehre die durch die Flüsse führten, um Fische – genaugenommen Lachse – in Reusen zu fangen.

### Hochmittelalter

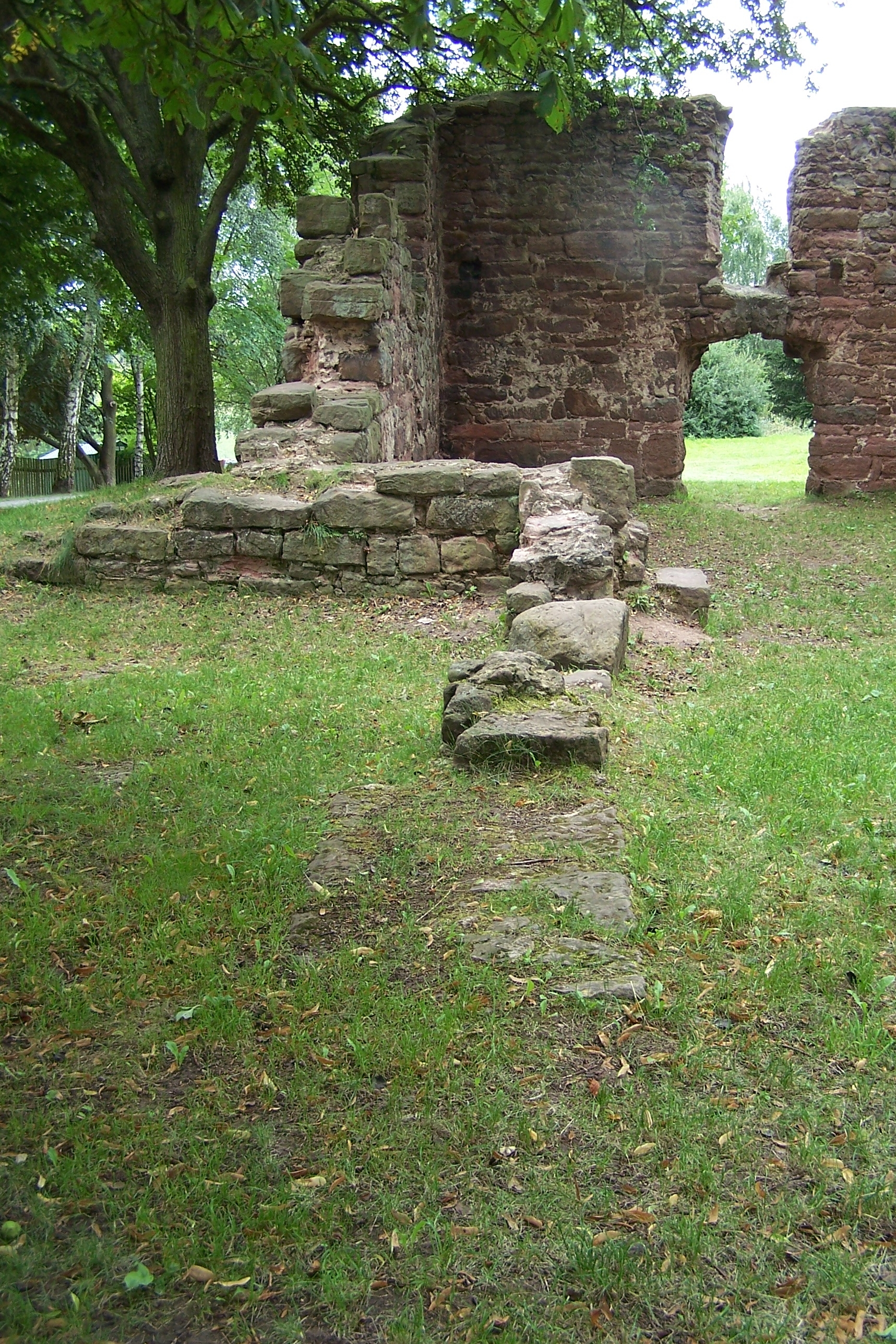
Ruine der Annenkapelle

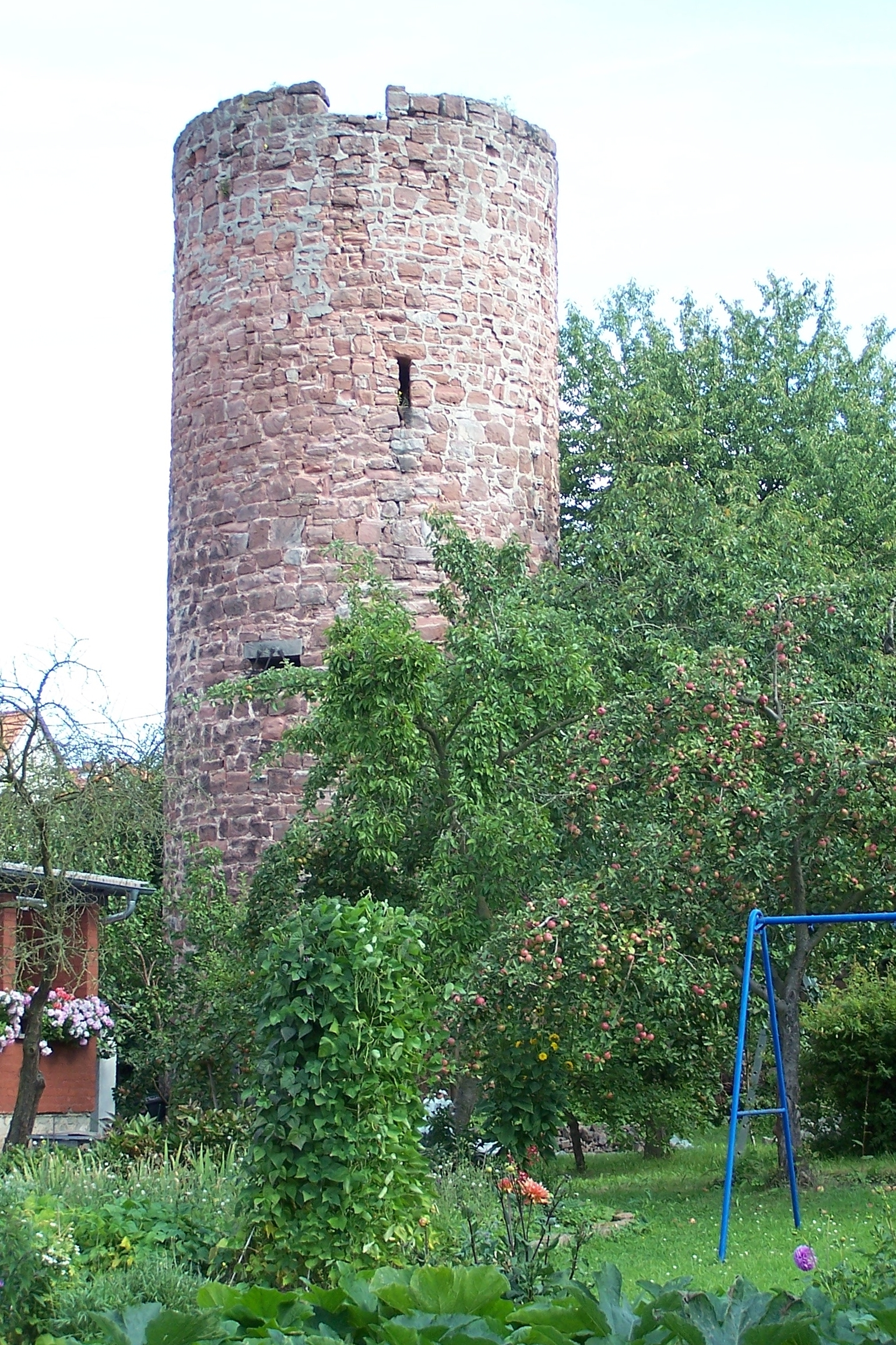
Stadtmauerturm

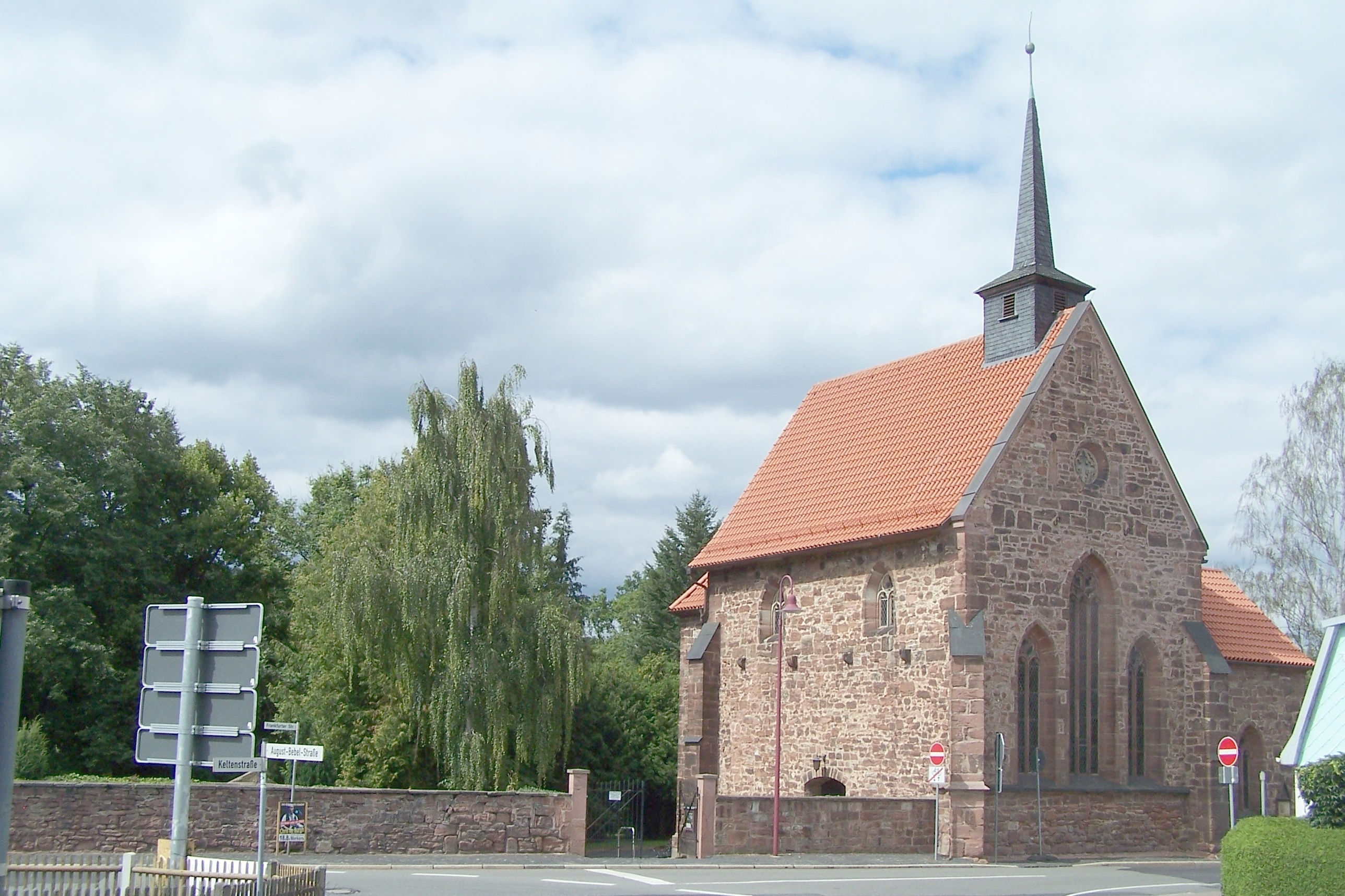
Klosterkirche am Friedhof

Vacha war mindestens bis 1180 ein Dorf mit eigener Dorfmark. In diesem Jahr erhielt die Abtei Hersfeld Schenkungen des Hersfelder Mönches Sigibodo. Dabei waren unter anderem die Einkünfte eines Feldes in der Dorfmark Vacha. Aber schon sechs Jahre später, im Jahr 1186, erfolgte ein Tauschgeschäft zwischen Landgraf Ludwig III. von Thüringen und Abt Hermann von Reinhardsbrunn, in dessen Urkunde Vacha als Stadt im Besitz der Abtei Fulda erwähnt wurde. In dieser Urkunde wurde auch erstmals die Werrabrücke erwähnt, über die die Altstraße Via Regia weiter nach Eisenach und Leipzig führte. Nach Quellenlage war Vacha damit einer der ersten Orte in Thüringen, der Stadtrechte erhielt.
Noch im 12. Jahrhundert wurde mit dem Bau der Stadtmauer und der Burg Wendelstein begonnen, sie diente sowohl zum Schutz des Werraübergangs als auch zur Kontrolle der Stadt selbst. Die Burg Vacha bildete einen Brückenkopf zur Sicherung des Werraübergangs. Unter Abt Heinrich IV. von Erthal wurde um 1250 die Stadt erweitert bzw. die Befestigung ausgebaut. Zu den ältesten Bauwerken der Stadt gehört die auf einem südlich der Stadt gelegenen Berg erbaute Annenkapelle, sie wurde bis zur Reformation als Wallfahrtsort genutzt.
Die Stadtpfarrei St. Vitus tritt mit der Nennung des Pleban Berthold 1172 ins Licht der Geschichte. Sie war Sitz eines kirchlichen Verwaltungsbezirkes (Sedes) mit den unterstellten Pfarreien Oechsen, Völkershausen und Heiligenroda.
Der vor 1339 in Mariengart/Rhön ansässige Servitenkonvent erhielt 1368 das Recht, sich in der Vorstadt vor dem Obertor anzusiedeln. Um 1400 erfolgte dort der Bau der Klosterkirche und eines Wirtschaftshofes. Die durch Spenden und Schenkungen vermehrten Klosterbesitzungen umfassten Höfe und Grundbesitz in den Umlandgemeinden, sie sollten der seelsorgerischen Tätigkeit und Pflege von Kranken und Armen zugutekommen. Ein Großfeuer vernichtete 1467 fast die ganze Stadtbebauung, auch das Servitenkloster brannte dabei nieder, es dauerte mehrere Jahrzehnte, um die Schäden zu beseitigen.
Außerhalb der Stadtmauern befanden sich einige Mühlen und Spitäler, auch um die Ausbreitung von Seuchen zu verhindern.
Das älteste Stadtsiegel Vachas stammt aus dem 13. Jahrhundert und ist 1303 als Abdruck überliefert. Ratsherren (consules) und Schöffen (scabini) werden 1307, Bürgermeister 1362 erstmals bezeugt. Das erste Rathaus wurde 1429 erwähnt. Wegen des Marktbetriebes entstanden am Vachaer Marktplatz auch Wirtshäuser, Verkaufsläden und eine Münze der Fuldaer Äbte. Die Vachaer Münzstätte wurde 1455 in einem vom Abt Hermann II. errichteten Gebäude als Filiale der klösterlichen Münze eingerichtet und durfte nur Fuldaer Münzstempel verwenden.
Im Jahr 1406 kamen zwei Drittel von Stadt und Amt Vacha pfandweise von der Reichsabtei Fulda an die Landgrafen von Hessen. Im September 1518 versuchte Graf Wilhelm von Henneberg, die Stadt bei einem nächtlichen Überfall im Handstreich zu erobern, er wurde jedoch abgewehrt.

### Reformation und Bauernkrieg

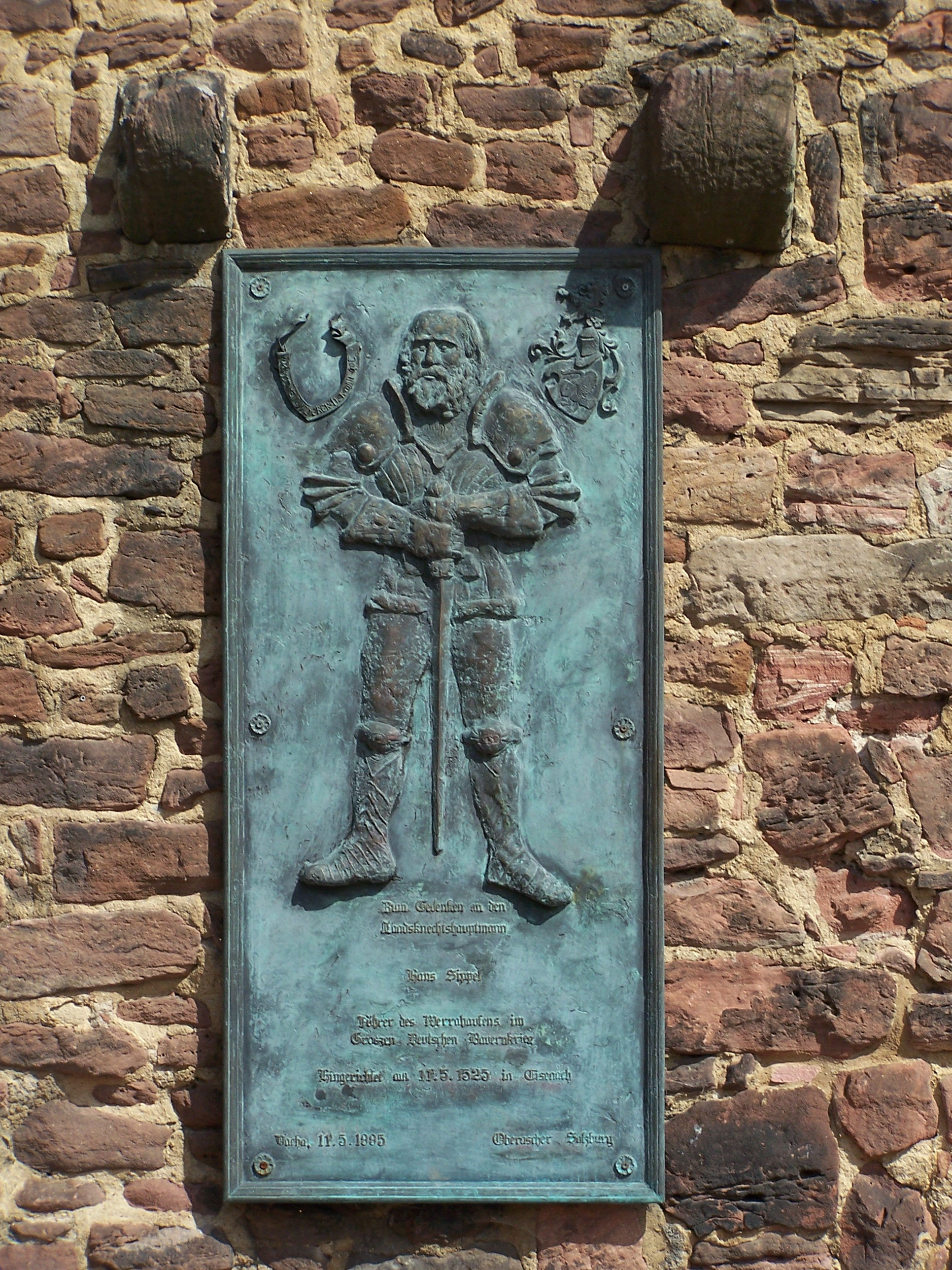
Gedenktafel für den Bauernkriegsführer Hans Sippel an der Burg Wendelstein

Vacha zählt zu den Städten in Deutschland, in denen die Reformation ihren Anfang nahm. Erste lutherische Predigten wurden ab 1522 von Georg Witzel gehalten, welcher im April 1525 im Zuge einer evangelischen Visitation erste Prediger in den Amtsdörfern Sünna und Unterbreizbach einführte. Sein weiteres Schicksal führte ihn später in eine Oppositionsrolle zu Luther und anderen Reformatoren, er kehrte daraufhin zurück zum katholischen Glauben. Zur selben Zeit begehrten die Bauern im benachbarten Völkershausen auf. Vacha wurde zum Sammelpunkt des Werrahaufens, den der Vachaer Bürger Hans Sippel anführte und etwa 8000 Mann umfasste, die aus den sächsischen und fuldischen Ämtern Salzungen, Krayenburg, Wasungen, Gerstungen, Creuzburg, Hausbreitenbach und Wasungen stammten. Die Stadt Vacha wurde von den Bauern bedrängt, man stellte den Bauern zwei Hauptleute und 20 Söldner der Stadtwache sowie Waffen und Munition zur Verfügung. Zuvor hatten die Bauern eine Schlappe bei der zweitägigen Belagerung der Burg Völkershausen einstecken müssen, die von Hans von Völkershausen mit seinen Söldnern verteidigt wurde.
Die Mönche des Vachaer Servitenklosters hatten den Messgottesdienst aufgegeben und die evangelische Predigt übernommen. Ihre Wirtschaftshöfe und das Kloster selbst lagen außerhalb der Stadtmauer und wurden deshalb von den aufständischen Bauern ausgeplündert, zeitgleich wurde auch das benachbarte Kloster Kreuzberg überfallen. Diese Erfolge reizten den Bauernhaufen sich über Berka/Werra nach Eisenach zu begeben, wo man weitere Verstärkung erhoffte. Der Plan misslang und der Bauernführer Sippel fand mit weiteren Gefangenen auf dem Richtplatz in Eisenach den Tod durch Enthauptung. Er hatte zuvor vergeblich versucht, die Eisenacher Ratsherren und die Stadtbevölkerung zur Teilnahme am Bauernaufstand zu überreden. Der zu dieser Zeit vor der Stadtmauer lagernde Heerhaufen der Bauern wagte es nicht mehr, die gefangenen Anführer zu befreien, man zog unverrichteter Dinge ab und folgte dem Ruf Thomas Müntzers.
Nach dem Ende des Bauernkrieges lag das weitere Schicksal des Servitenklosters in Vacha in den Händen des Stadtherrn und hessischen Landgrafen Philipp. Die Homberger Synode hatte über das weitere Schicksal der Klöster in der Landgrafschaft Hessen zu entscheiden, danach wurde das Servitenkloster 1527 aufgehoben und die Mönche wurden mit Abfindungen entlassen. Die Klostergüter und Ländereien wurden zu Gunsten der Staatsfinanzen verkauft. Als Folge dieser Entscheidung erwarben die hessischen Staatsbeamten und einige vermögende Adelige große Teile der einstigen Klosterbesitzungen um Vacha und Stadtlengsfeld. 1528 hatte Landhofmeister Ludwig von Boineburg zu Lengsfeld auch das benachbarte Lehen Mariengart an sich bringen können. Martin von der Tann, hessischer Amtmann zu Vacha. hatte Generalvollmacht erhalten, alle Kirchen des Amtsbezirkes zu inspizieren, um die kirchlichen Vermögenswerte zu ermitteln. Auch das Kircheninventar und der jeweiligen Kirchgemeinde gehörige Wertsachen wurden beschlagnahmt. Die Stadt Vacha erhielt das Vorkaufsrecht für die Klosterkirche und den Gottesacker der Servitenmönche. Der bisherige Diözesanverband in Vacha wurde für aufgelöst erklärt und neue Pfarrer, Vikare und Kapläne wurden vom Landesherren berufen. Selbst die zum fuldaischen Drittel gehörigen Amtsorte wurden inspiziert und reformiert. Der Abt Philipp Schenk zu Schweinsberg sah sich 1542 selbst genötigt, in seinen Orten eine Reformationsanordnung zu erlassen, um die radikaleren hessischen Bestimmungen zu vereiteln. Streit entstand auch um die Besetzung der Stadtpfarrei in Vacha, die vom Rat vorgeschlagenen Personen mussten sowohl vom hessischen Landgrafen, als auch vom fuldischen Abt geprüft und bewilligt werden; diese Regelung war noch im 17. Jahrhundert in Gebrauch.

### Vacha im Dreißigjährigen Krieg

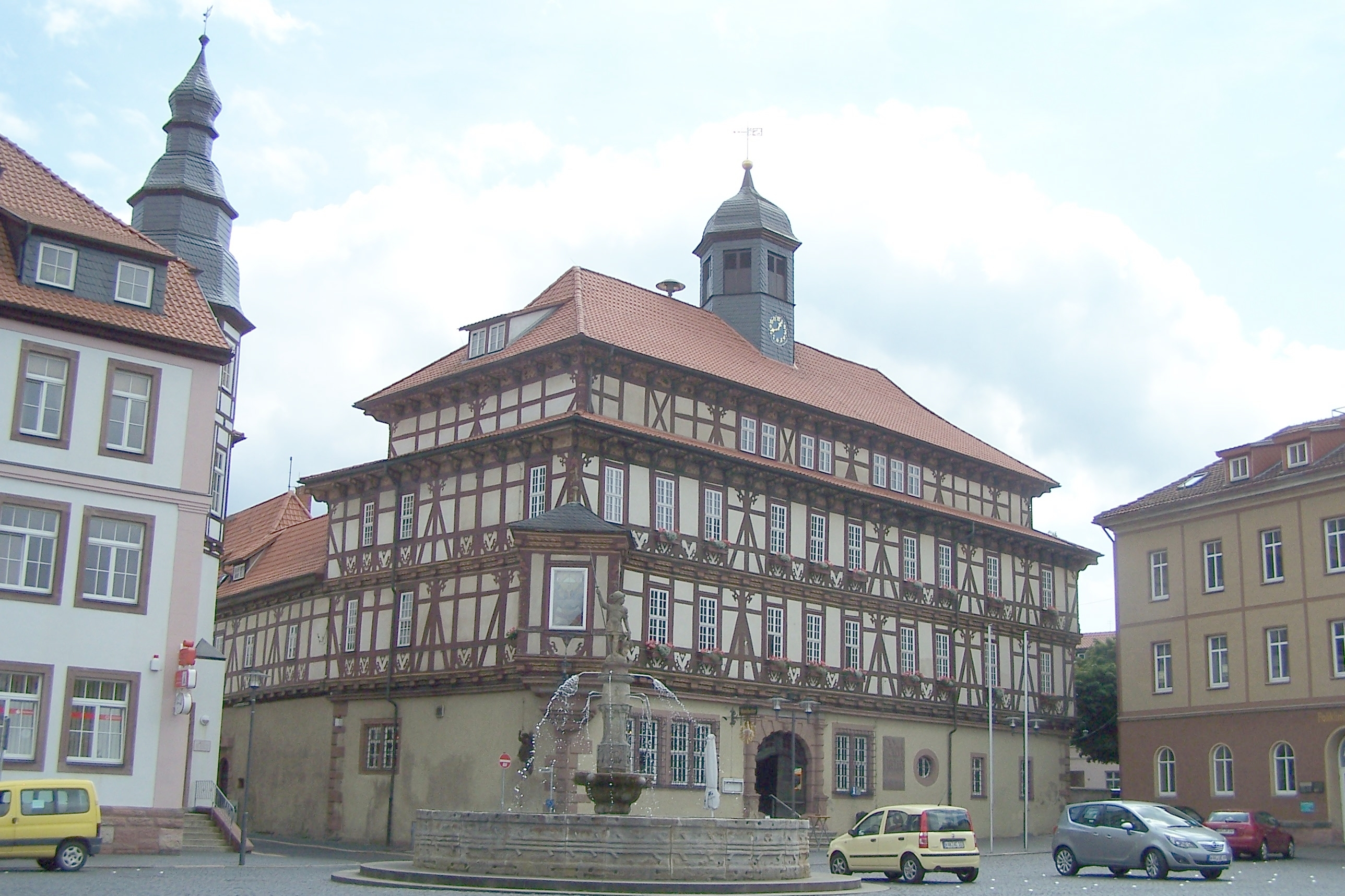
Rathaus (Haus Widmarckt) und Vitusbrunnen am Markt

Das heutige Rathaus der Stadt Vacha entstand 1614 als repräsentatives Stadtpalais des hessischen Amtmannes Caspar von Widmarckt. Der aus einer Leipziger Patrizierfamilie stammende Caspar war sprachbegabt und vielseitig talentiert. Er wurde Vertrauter des französischen Königs und reiste als Geheimdiplomat an viele europäische Fürstenhöfe. Seine Abenteuerlust ließ ihn auch an mehreren Feldzügen teilnehmen. Für seine Verdienste wurde er mehrfach befördert und vom hessischen Landgrafen als Amtmann nach Vacha verabschiedet. Der in seiner Ehe kinderlos gebliebene Widmarckter stiftete große Teile seines Vermögens für wohltätige Zwecke und wird als Bauherr für die Entstehung mehrerer Repräsentationsbauten in Vacha genannt, er ließ auch den Marktbrunnen errichten. Sein bereits zu Lebzeiten angefertigter Grabstein befindet sich in der Stadtkirche. Widmarckt verstarb 1621 im 56. Lebensjahr, seine Gattin und Witwe blieb der Stadt als Wohltäterin erhalten, sie fand beim Einfall der Kroaten in die Stadt am 18. Oktober 1634 einen grausamen Tod. Die Stadt wurde im Dreißigjährigen Krieg als strategisch bedeutsamer Ort (Werrabrücke) von wechselnden Kriegsparteien eingenommen und besetzt. Bereits 1631 gelang dem hessischen Landgrafen die Rückeroberung der Stadt, die im Vorjahr von kaiserlichen Truppen des Grafen Fugger ohne großen Widerstand eingenommen worden war. Landgraf Wilhelm von Hessen wollte Rache nehmen und hatte die Stadt mit einem Belagerungsring eingekreist, von der fuggerschen Besatzung sollen nur etwa 100 Überlebende aus Vacha entkommen sein. Da Graf Fugger auch mit Billigung des Fuldaer Abtes als Statthalter in Vacha auftrat, erklärte Landgraf Wilhelm nach der Befreiung von Vacha die Doppelherrschaft für beendet und marschierte unter diesem Vorwand in das Staatsgebiet der Abtei Fulda ein, das er zwei Jahre besetzt hielt.

### Neuzeit

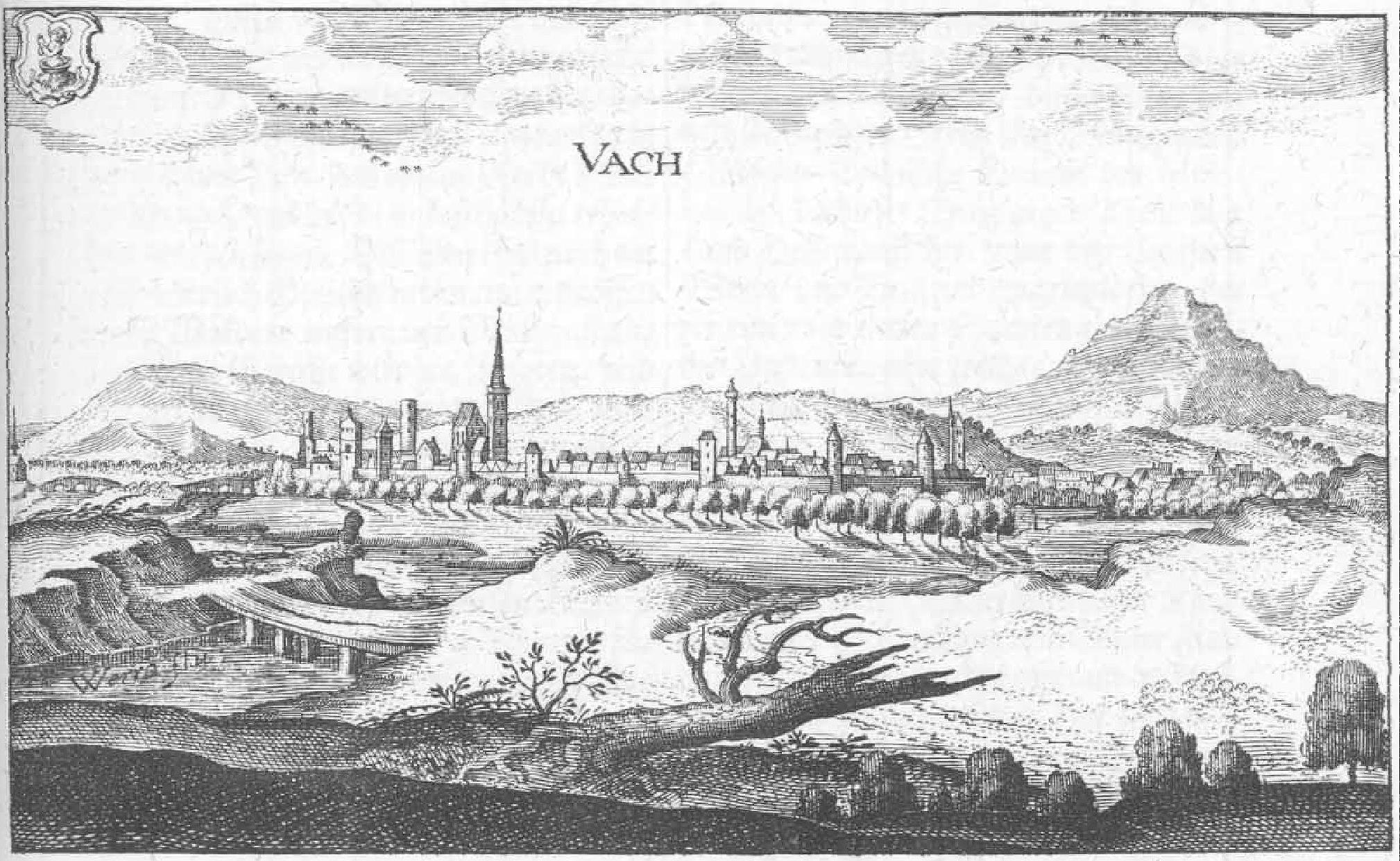
Kupferstich von Vacha im Jahr 1655 (Matthäus Merian der Jüngere)

Der Fuldaer Abt Joachim verkaufte am 28. Dezember 1648 seinen Anteil am Stadtgebiet von Vacha für 11.700 Reichstaler an die hessische Landgräfin Amalie Elisabeth. Die vom Landgrafen Wilhelm vorgenommene Annexion des Jahres 1631 war durch den weiteren Kriegsverlauf unwirksam geworden.
Als Folge dynastischer Entscheidungen im hessischen Landgrafenhaus entstand auf dem gegenüberliegenden Werraufer aus Teilen der einstigen Klostervogtei Kreuzberg die Herrschaft und landgräfliche Nebenlinie Hessen-Philippsthal mit einem eigenen Staatsgebiet. Am Ort des ehemaligen Klosters Kreuzberg wurde das Residenzschloss Philippsthal errichtet. Landgraf Ernst von Hessen-Philippsthal gestattete einer Gruppe französischer Glaubensflüchtlinge in seinem Land zu siedeln, der neue Ort wurde mit dem Namen Gethsemane gegründet.

### Siebenjähriger Krieg
Die Landgrafen von Hessen hatten sich als Unterstützer und militärische Verbündete des Preußenkönigs Friedrich zu erkennen gegeben. Im August 1757 begann die Reichsexekutionsarmee mit ihren Operationen in Thüringen gegen das von Preußen besetzte sächsische Gebiet. Die Armee bestand aus einem französischen Korps unter dem Prinzen von Soubise und den Reichstruppen unter dem Herzog von Sachsen-Hildburghausen, der auch den Oberbefehl führte. Gegen diese Armee rückte Friedrich II. von Schlesien heran und schlug sie am 5. November 1757 vernichtend in der Schlacht bei Roßbach.
Entsprechend der damaligen Kriegsführung waren in allen zuvor passierten Städten Garnisonen und militärische Versorgungseinrichtungen zurückgelassen worden, die das besetzte Gebiet unter Kriegsrecht setzten und auspressten. Am 11. November 1757 zog ein flüchtendes französisches Regiment (de Rengon) durch Vacha und besetzte den Nachbarort Pferdsdorf, wo sie das Winterquartier einrichteten. Weitere Truppenteile der Reichstruppen verteilten sich bis Januar 1758 über Westthüringen als Folge der winterlichen Versorgungsengpässe.
In dieser Situation begann der hessische General von Urff Anfang März eine unerwartete Gegenoffensive, um die östlichen Teile der Landgrafschaft wieder von der militärischen Besetzung zu befreien. Bei einem Überraschungsangriff wurde das in der Vachaer Garnison stehende Cölnische Regiment in die Flucht geschlagen und geriet in hessische Gefangenschaft. Die kaiserlichen Regimenter wurden alarmiert und zogen sich über das Öchsetal nach Kaltensundheim zurück. Vacha entging einer drohenden Beschießung durch die Übergabe von 20.000 Talern.
Als Folge der Frühjahrsoffensive wurde die Vachaer Straße 1758 von zahlreichen Regimentern passiert. Im Spätherbst 1758 hatten wieder feindliche Truppen in Vacha die Herrschaft übernommen. Anfang Februar 1761 drangen preußische Truppen von Langensalza kommend bis in das Vachaer Gebiet ein. Am 19. Februar 1761 wurde die Stadt vom Siechenberg her von preußischer Artillerie beschossen, mehrere Gebäude in der Stadt brannten nieder. Der Geschützdonner war bis in die Gegend von Hersfeld zu hören. Um den weiteren Vormarsch der Preußen zu stoppen, ordnete der dortige französische Stadtkommandant noch am gleichen Tag die Vernichtung der in der Abteikirche eingelagerten Wintervorräte an, die Kirche wurde in Brand gesetzt.
Die Durchzüge fliehender feindlicher oder verbündeter Truppen dauerten bis zum Frieden von Hubertusburg (15. Februar 1763) an.

### Wirtschaftliche Verhältnisse um 1800
Nach amtlicher Zählung des Jahres 1771 lebten in diesem Jahr 1548 Einwohner – 317 (erwachsene) Männer, 347 (erwachsene) Frauen, 330 Knaben und 414 Mädchen in der Stadt, sowie 68 Knechte, 52 Mägde waren in der Stadt aus Umlandgemeinden beschäftigt. Es gab vier jüdische Familien in der Stadt. Die Berufe der Stadtbevölkerung wurden ebenfalls erfasst: 33 Schuhmacher, 37 Wollentuchmacher, 7 Töpfer, ein Ziegelbrenner, 4 Grobschmiede, 4 Nagelschmiede, 4 Schreiner, 3 Maurer, 13 Schneider, 3 Sattler, 12 Metzger, 15 Lohgerber, ein Weißgerber, 2 Apotheker, ein Papiermacher, 2 Zimmerleute, ein Wagner, 2 Drechsler, 3 Müller, 9 Bäcker, ein Konditor und weitere Gewerbetreibende lebten in der Stadt. Neben 58 Tagelöhnern gab es auch eine bedeutende Gruppe an Kaufleuten und Fuhrunternehmern – 6 (allgemeine) Handelsleute, einen Weinhändler, 7 Schutz- und Handelsjuden.

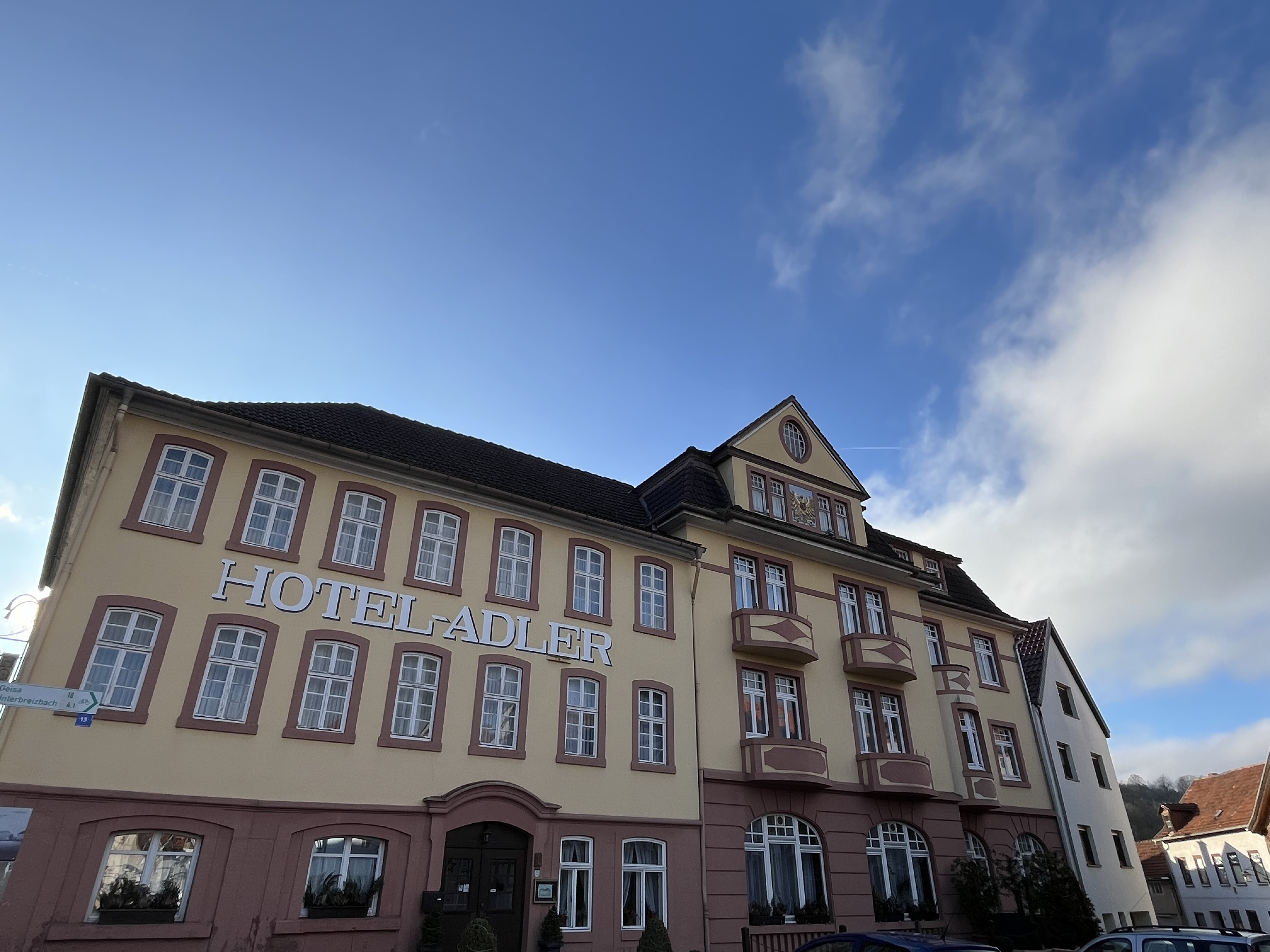
Hotel Adler, 2024

### Napoleonische Besetzung
Während der Zeit des napoleonischen Königreichs Westphalen (1807–1813) war Vacha Hauptort des Kantons Vacha und Sitz des Friedensgerichts.
In der Nacht vom 27. zum 28. Oktober 1813 passierte Napoleon mit kleiner Eskorte nach der Völkerschlacht von Leipzig die Stadt. Eine kurze Rast diente dem fliehenden Kaiser, um sich über die Wegeverhältnisse zu erkundigen, er ritt noch in der Nacht weiter, um nach Hersfeld zu gelangen.
Nach der Restitution des Kurfürstentums Hessen-Kassel kam es wieder zu Kurhessen, wurde aber 1816 an das Großherzogtum Sachsen-Weimar-Eisenach abgetreten.
Die flüchtigen Franzosen schleppten auch eine Typhusepidemie ein, es verstarben bis zum Jahreswechsel noch 266 Einwohner.

### Vacha im 19. Jahrhundert

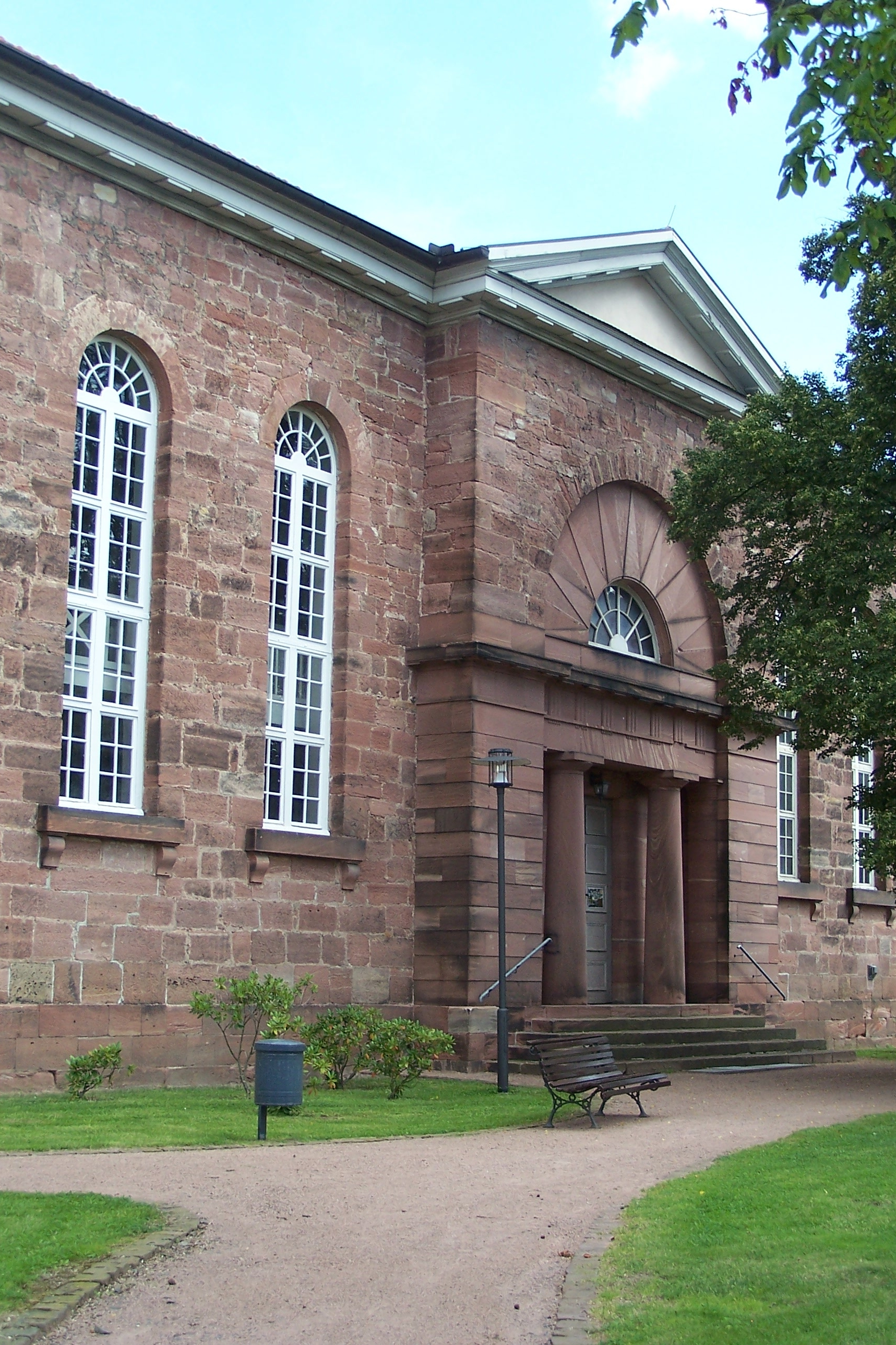
Johanneskirche (evangelische Stadtkirche), geweiht 1824

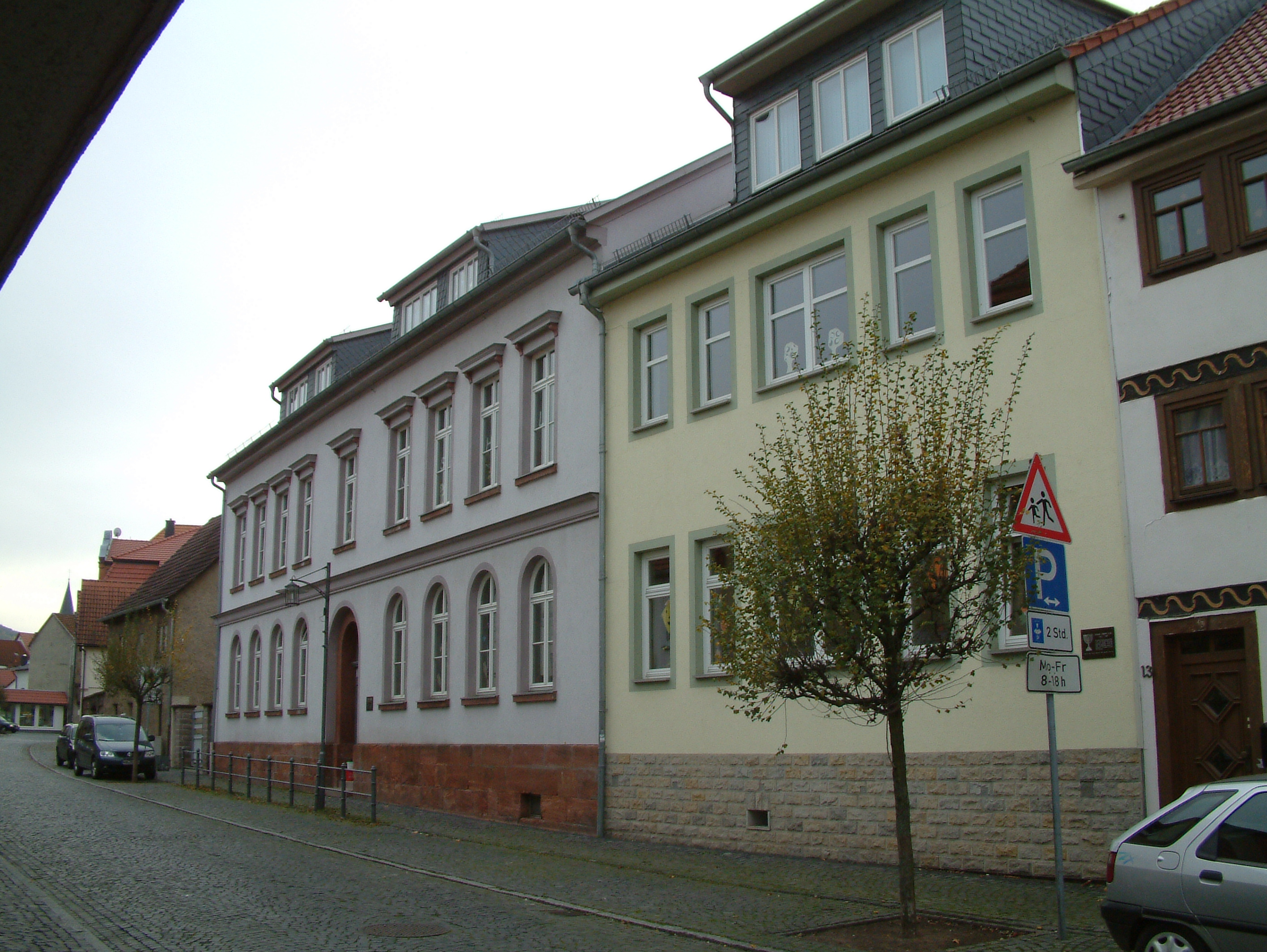
1868 erbaute Schule, heute Vitus-Grundschule

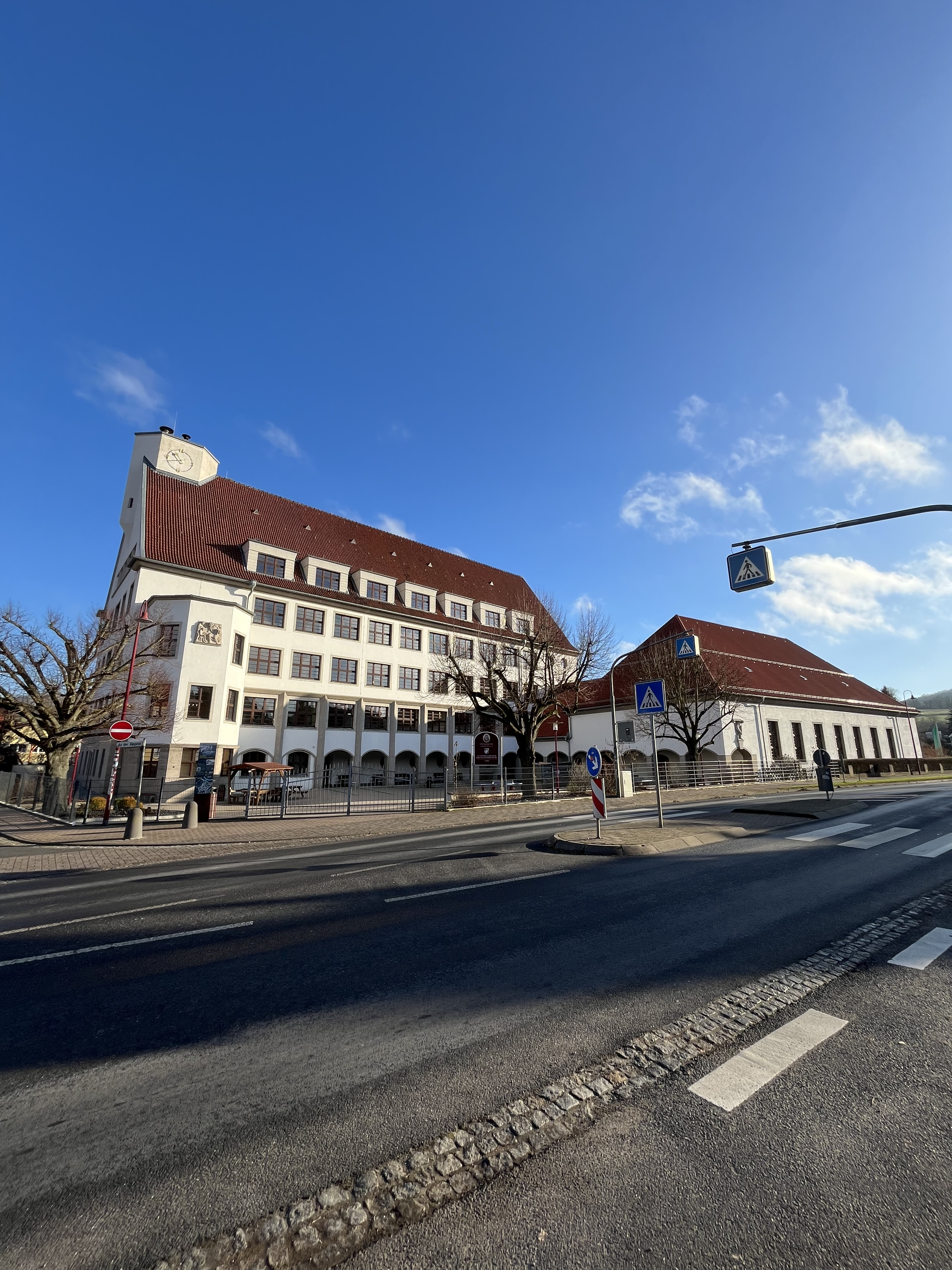
1892 erbaute Schule, heute Johann Gottfried Seume Gymnasium

Der Wiederaufbau Vachas brachte der Stadt erste wirtschaftliche Impulse, als 1816 durch Unwetter die Ernte verloren ging und eine Hungersnot ausbrach. Im Folgejahr hatte das Werrahochwasser große Schäden angerichtet.
Nach dem Krieg waren viele vernachlässigte Bauten und Schäden zu beseitigen. Die baufällig gewordene Stadtkirche sollte zunächst im gotischen Baustil restauriert werden, wegen der enormen Baukosten konnte dieses Projekt nicht verwirklicht werden. Das nun im klassizistischen Baustil ergänzte Gebäude fügt sich an den mittelalterlichen Glockenturm an. Der Umbau der Stadtkirche begann 1821, zur Grundsteinlegung wurde der Geburtstag des damaligen Erbprinzen Carl Alexander August Johann bestimmt und ihm zu Ehren der Neubau Johanniskirche genannt. Am 3. September 1824 erfolgte die feierliche Einweihung durch Generalsuperintendent Nebe aus Eisenach.
Zur Verbesserung der Schulbildung wurde 1868 eine neue Schule errichtet, sie dient heute als Grundschule. Von 1869 bis 1890 war Carl Oeste als Bürgermeister tätig.
Das zweite Kirchengebäude der Stadt – die Klosterkirche musste 1878 wegen Einsturzgefahr ebenfalls restauriert werden. Der Eisenacher Architekt Dittmar erhielt den Auftrag zur Neugestaltung des Bauwerks. Man verkleinerte das Kirchenschiff und entdeckte bei den Abbrucharbeiten noch mittelalterliche Wandmalereien, die wohl in der Reformationszeit übertüncht wurden. Die in eine spätgotische Kapelle umgebaute Kirche wurde am 10. November 1878 vom Superintendenten K. Stössner als „Friedhofskirche“ geweiht. Bereits im Frühjahr 1878 war in der Oberstadt von Vacha ein vom Fuldaer Bischof Christian Florentinus Kött als Stiftung erworbenes Haus für die Katholiken der Stadt Vacha zum Gottesdienst umgebaut worden. Die in der Stadt lebende israelitische Kultusgemeinde hatte in der Hintergasse eine kleine Synagoge errichten können, ihr Friedhof befindet sich am Martinrodaer Weg.
In der Nacht zum 2. September 1878 wurde in der Oberstadt durch Brandstiftung großer Schaden verursacht: 60 Wohnhäuser mit über 140 Scheunen und Nebengebäuden wurden zerstört. Die Brandstätten wurden eingeebnet, Neubauten und breitere Straßen entstanden, die Stadtmauer wurde an vielen Stellen abgetragen. Am östlichen Stadtrand entstand ein Kopfbahnhof für die nach Vacha verlängerte Feldabahn und erlaubte den Anschluss an das Schienenverkehrsnetz. Es folgte der stetige Ausbau der Verbindungen infolge des Kalibergbaus im nahen Werra-Kalirevier. Die industrielle Entwicklung Vachas wurde durch den Bahnanschluss beschleunigt. Am östlichen Stadtrand entstanden zahlreiche Neubauten und einige Fabriken.

### 20. Jahrhundert
Im Jahr 1933 hatte die Stadt 71 jüdische Einwohner bei einer Gesamtbevölkerung von 2.300. Die Synagoge Vacha wurde im Zuge der Novemberpogrome 1938 von sieben bis acht Personen gestürmt, die die Inneneinrichtung verwüsteten. Die jüdische Gemeinde verkaufte wenig später Synagoge und Grundstück für 1.900 Reichsmark an die Stadt. 1955 wurde das Gebäude, inzwischen in Privatbesitz, abgerissen.
In der Endphase des Zweiten Weltkrieges wurden zwei Bögen der historischen Werrabrücke Vacha, zu dieser Zeit Teil der Reichsstraße 84, gesprengt. Nach Kriegsende lag Vacha in der Sowjetischen Besatzungszone, ab 1949 in der DDR im Sperrgebiet unmittelbar an der innerdeutschen Grenze. 1950 kam die Stadt, die seit 1922 dem Landkreis Eisenach angehörte, in den neu errichteten Kreis Bad Salzungen. Mehrere Einwohner der grenznahen Stadt wurden 1952 im Zuge der „Aktion Ungeziefer“ zwangsweise aus Vacha ins Landesinnere der DDR ausgesiedelt.
1990 kam Vacha zum Bundesland Thüringen und gehört seit 1994 zum Wartburgkreis. In diesem Jahr wurde Oberzella bei der Kreisreform nach Vacha eingemeindet.

### Gegenwart
Zum 31. Dezember 2013 wurde die Verwaltungsgemeinschaft Vacha, der neben der Stadt Vacha auch die Gemeinden Martinroda, Völkershausen, Wölferbütt angehörten, aufgelöst und die Gemeinden zur neuen Stadt Vacha zusammengeschlossen.

### Einwohnerentwicklung
Entwicklung der Einwohnerzahl:
| - 1994 – 4.162 - 1995 – 4.109 - 1996 – 4.029 - 1997 – 3.961 - 1998 – 3.954 - 1999 – 4.029 | - 2000 – 4.032 - 2001 – 3.979 - 2002 – 3.939 - 2003 – 3.898 - 2004 – 3.902 - 2005 – 3.861 | - 2006 – 3.865 - 2007 – 3.781 - 2008 – 3.737 - 2009 – 3.687 - 2010 – 3.676 - 2011 – 3.709 | - 2012 – 3.644 - 2013 – 5.464* - 2014 – 5.383 - 2015 – 5.303 - 2016 – 5.237 - 2017 – 5.218 | - 2018 – 5.173 - 2019 – 5.125 - 2020 – 5.055 - 2021 – 4.966 - 2022 – 5.006 - 2023 – 4.903 |

 Datenquelle: ab 1994 Thüringer Landesamt für Statistik – Werte vom 31. Dezember
* ab 2013 nach Neubildung der Stadt

## Politik

### Stadtrat
Der Stadtrat setzt sich aus 16 Mitgliedern zusammen (2014 und 2019: 20). Die Kommunalwahlen seit 1999 führten zu folgenden Ergebnissen:
| Parteien und Wählergemeinschaften         | % 2024* | Sitze 2024* | % 2019 | Sitze 2019 | % 2014 | Sitze 2014 | % 2009 | Sitze 2009 | % 2004 | Sitze 2004 | % 1999 | Sitze 1999 |
| CDU und Bürger unserer Stadt              | 51,2    | 9           | 47,1   | 10         | 44,4   | 9          | 23,4   | 4          | 29,1   | 5          | 29,4   | 4          |
| Freie Liste Oechsetal und SPD             | 12,7    | 2           | 16,1   | 3          | 26,1   | 5          | 53,3   | 9          | 43,7   | 7          | 52,6   | 9          |
| Freie Wählergemeinschaft Vacha            | 28,8    | 4           | 19,7   | 4          | 22,4   | 5          | 23,2   | 3          | 27,2   | 4          | 18,1   | 3          |
| Die Linke für Vacha                       | 7,3     | 1           | 10,5   | 2          | 7,1    | 1          | –      | –          | –      | –          | –      | –          |
| Nationaldemokratische Partei Deutschlands | –       | –           | 6,6    | 1          | –      | –          | –      | –          | –      | –          | –      | –          |
| Wahlbeteiligung                           | 63,3 %  | 63,3 %      | 61,5 % | 61,5 %     | 55,6 % | 55,6 %     | 58,0 % | 58,0 %     | 50,5 % | 50,5 %     | 61,9 % | 61,9 %     |

* Kommunalwahl am 26. Mai 2024

### Bürgermeister
Martin Müller (CDU) wurde bei der Kommunalwahl am 22. April 2012 mit 1267 Stimmen (entspricht 63,9 %) zum Bürgermeister gewählt. Er löste am 1. Juli 2012 Frank Pach (SPD) ab, der das Amt seit 1994 bekleidete. Bei der Kommunalwahl am 15. April 2018 wurde Martin Müller (CDU) mit 97,7 % wiedergewählt, bei der Kommunalwahl am 26. Mai 2024 mit 95,0 %.

### Wappen
Beschreibung: In Blau eine eingebogene gestürzte goldene Spitze über einer durchgehenden dreibogigen silbernen Steinbrücke in blauem Wasser. In der Spitze ein nimbierter rot gekleideter wachsender Bischof mit goldenem Bischofsstab in der linken und ein ebenso gefärbtes Buch in der rechten Hand haltend; die Spitze wird von einer goldenen Ähre vorn und hinten von einem goldenen Zahnrad mit einem Hammer überdeckt, begleitet.
Symbolik: Das Wappen enthält zwischen Industrie- und Landwirtschaftssymbolen als historische Reminiszenz den heiligen Bonifatius; die Brücke verkörpert die steinerne Werrabrücke aus dem Mittelalter. Das Vachaer Stadtwappen ist in der vorliegenden Form seit dem 15. Dezember 1950 gültig.
Den heiligen Bonifatius, Patron des Klosters Fulda, zeigte bereits das erste Stadtsiegel von 1303, 1631 erscheint stattdessen St. Vitus, der Patron der Stadtkirche.

### Städtepartnerschaften
- Blatná (Tschechien)
- Philippsthal (Hessen)
- Sargé-lès-le-Mans (Département Sarthe in Frankreich, seit 1992)

## Religionen

### Katholische Gemeinde

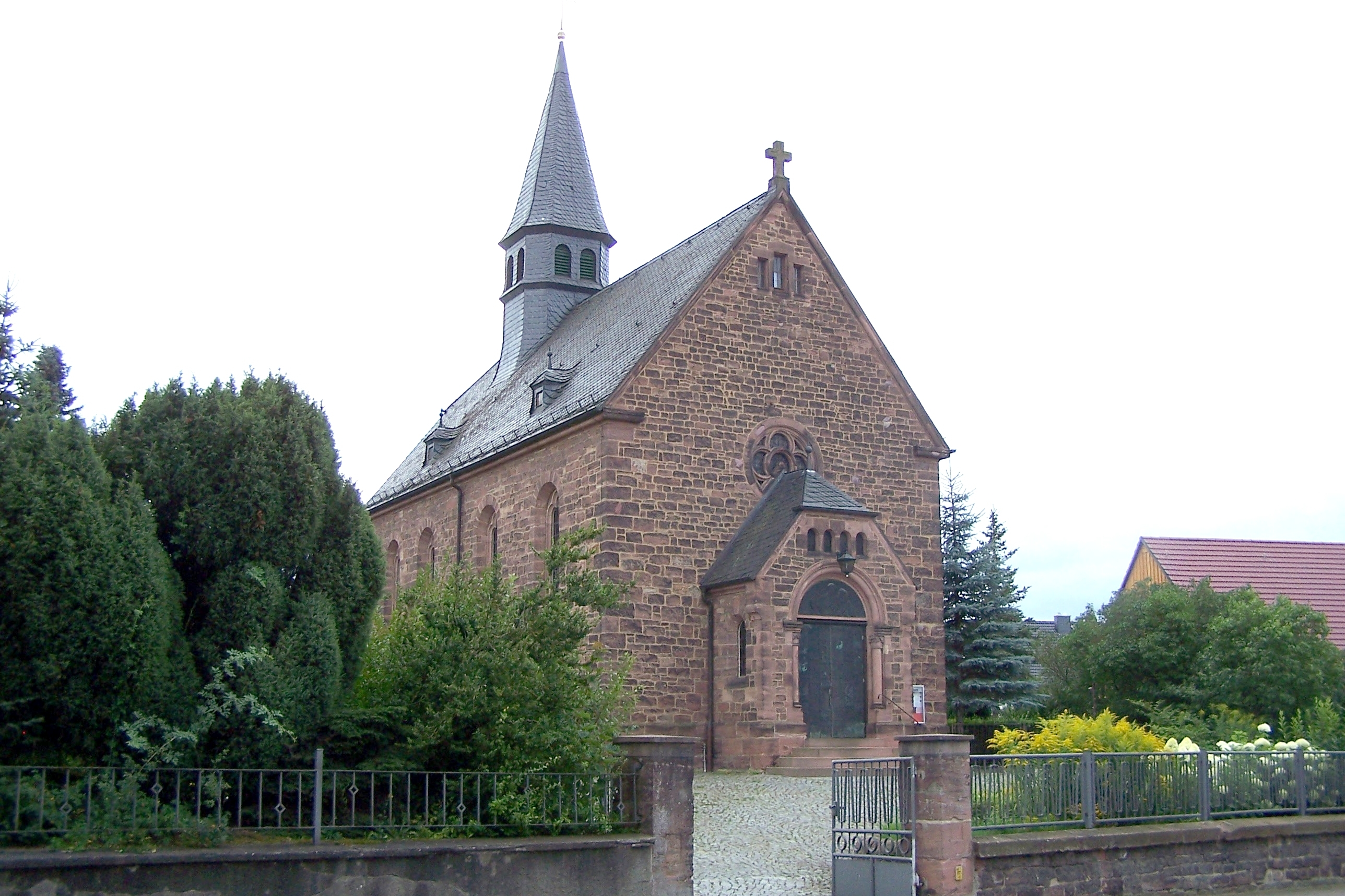
Die katholische St.-Elisabeth-Kirche in Vacha wurde 1907 geweiht.

Als sich im Jahr 1525 das Vachaer Servitenkloster auflöste, erlosch der katholische Glaube in der Stadt. Erst 1823 ermöglichte ein weimarisches Gesetz in Vacha wieder katholische Seelsorge, die von der Pfarrei Buttlar übernommen wurde. 1870 wohnten 14 Katholiken in der Stadt. Mit der Industrialisierung des Werratals kamen in den folgenden Jahren auch immer mehr katholische Christen nach Vacha, und der Wunsch nach einer eigenen Kirche wuchs. 1906 begann der Bau der Kirche, und im selben Jahr wurde der Rohbau vollendet. Bischof Endert starb 1906, daher konnte das Gotteshaus erst am 14. April 1907 geweiht werden. Durch die Wirren des Zweiten Weltkrieges, verbunden mit durchziehenden Flüchtlingen, und die spätere Vertreibung der deutschen Bevölkerung aus den Ostgebieten kamen nochmals zahlreiche Katholiken nach Vacha. Die Gemeinde wuchs bis 1947 rasch auf 6000 Mitglieder. Ab den 1960er-Jahren berichten die Chronisten von verstärkten Repressalien durch staatliche Stellen der DDR. So wurde zum Beispiel auf christliche Jugendliche und deren Eltern Druck ausgeübt, die sich nicht an der Jugendweihe beteiligten. Auch die Teilnehmer der Männerwallfahrt am 7. Juni 1970 zum Weiherberg bei Geismar wurden schikaniert. 1972 wurden Bischof Hugo Aufderbeck und Dechant Ferdinand Dallwig verhaftet, als sie in Reinhards einen Altar weihten. 1976 wurde die Vachaer St.-Elisabeth-Kirche renoviert. Die katholische Pfarrgemeinde hielt in dieser Zeit ihre Gottesdienste in der evangelischen Johanniskirche. Dallwig stiftete 1992 der Vachaer Gemeinde auch eine Elisabeth-Skulptur, welche der Unteralbaer Holzbildhauer Manfred Bellinger anfertigte.

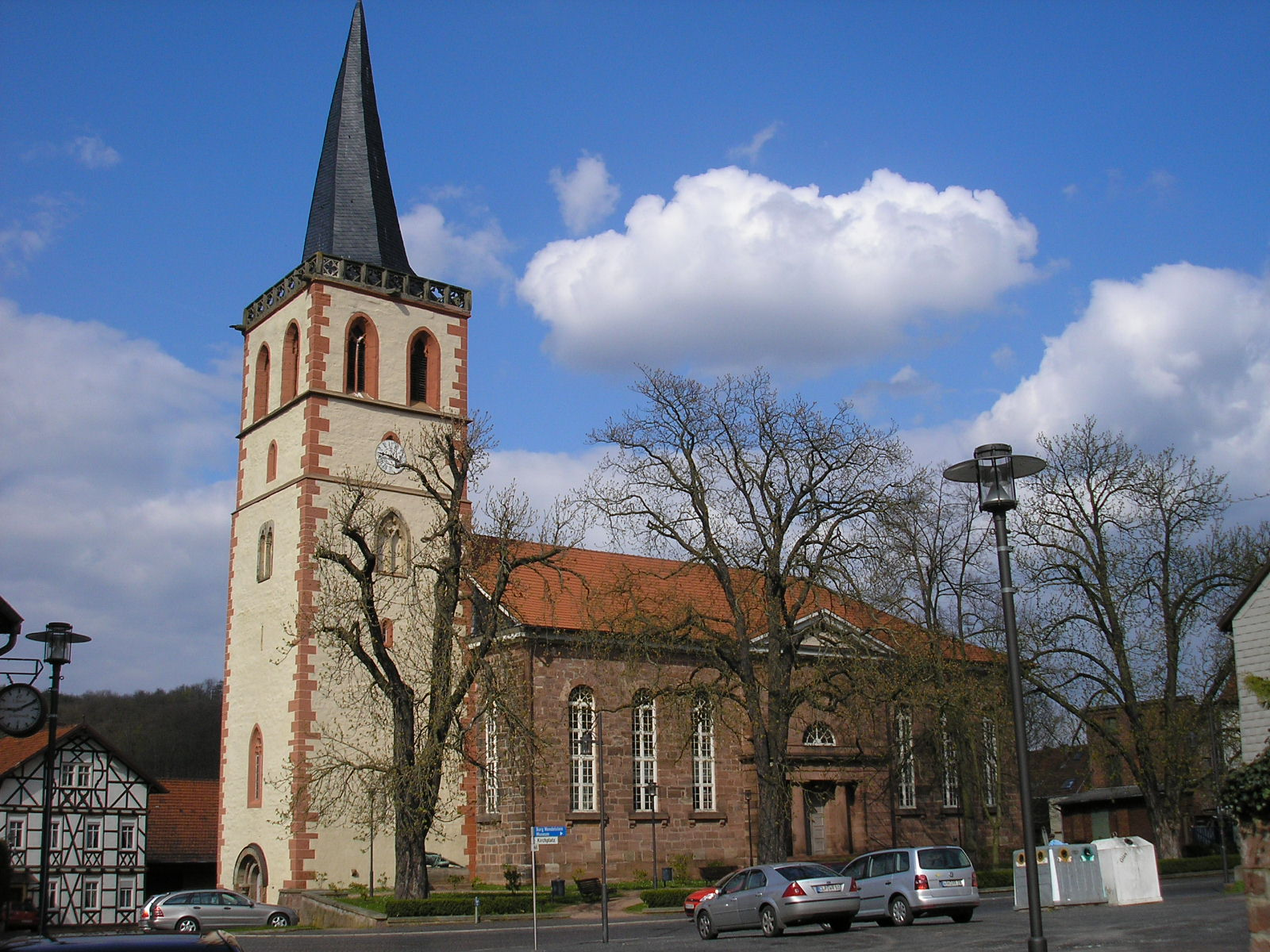
Stadtkirche (Johanneskirche)

### Jüdische Gemeinde
Eine jüdische Gemeinde ist in Vacha bereits für das Jahr 1323 nachweisbar. Sie bestand bis 1349. Vermutlich gab bereits in dieser Zeit eine Synagoge und eine Mikwe. Um 1630 lebten zehn jüdische Familien in der Stadt, 1652 noch ein Jude.
1777 entstand eine jüdische Kultusgemeinde, die bis 1938 Bestand hatte. Am 21. August 1903 schlossen sich die letzten Mitglieder der aufgelösten Kultusgemeinde Völkershausen der Kultusgemeinde Vacha an.

### Evangelische Gemeinde
Die evangelische Kirchgemeinde in Vacha geht zurück auf die Zeit der Reformation. Georg Witzel hielt 1522 erste lutherische Predigten in Vacha.
Heute gehört die evangelische Kirchgemeinde Vacha zum Kirchenkreis Bad Salzungen–Dermbach der Evangelischen Kirche in Mitteldeutschland. Das Pfarramt Vacha betreut neben der Kirchgemeinde Vacha auch die Kirchgemeinde Oberzella.

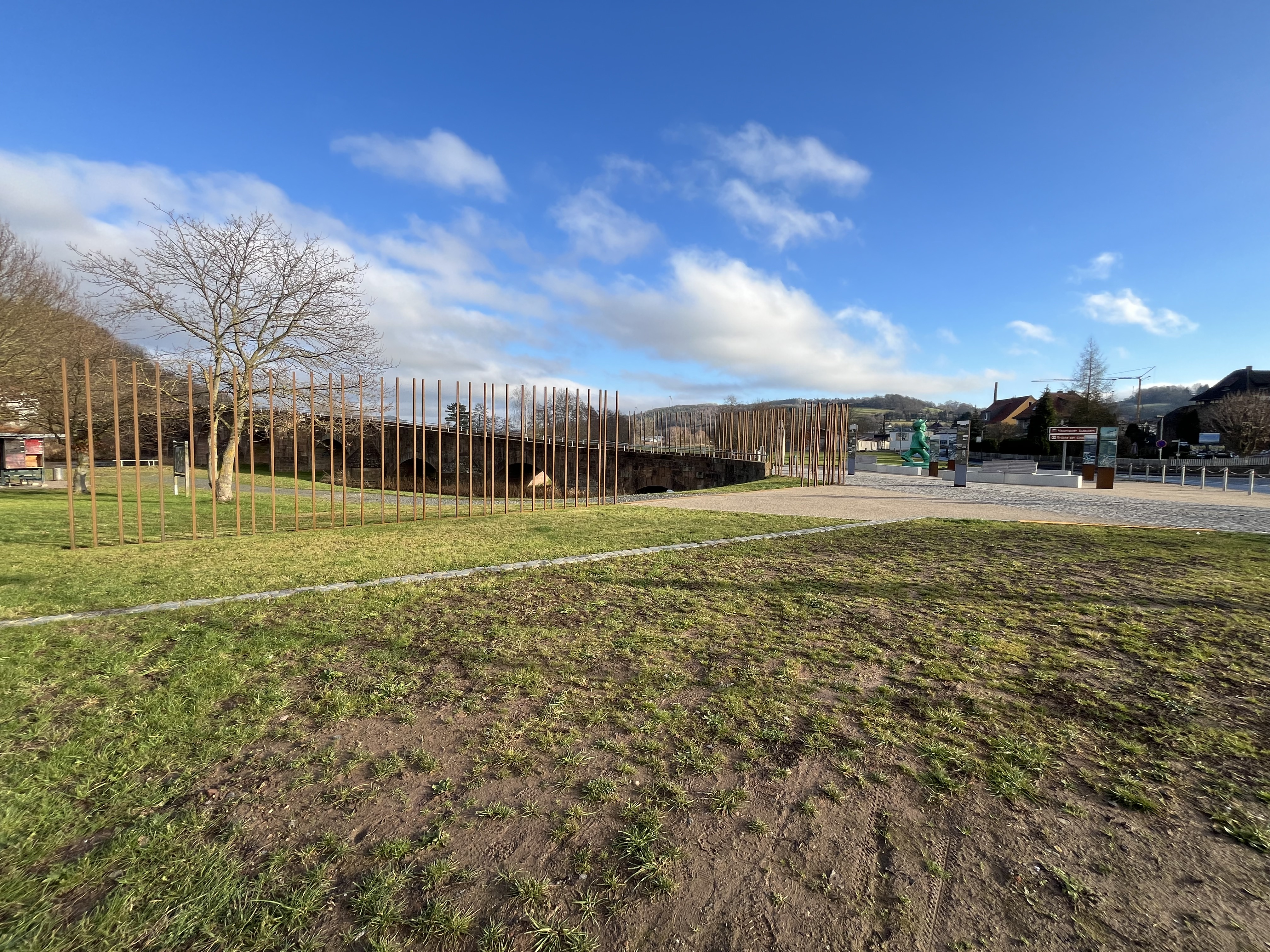
2024 erbauter Gedächtnispark für die ehemalige Grenze

## Kultur und Sehenswürdigkeiten

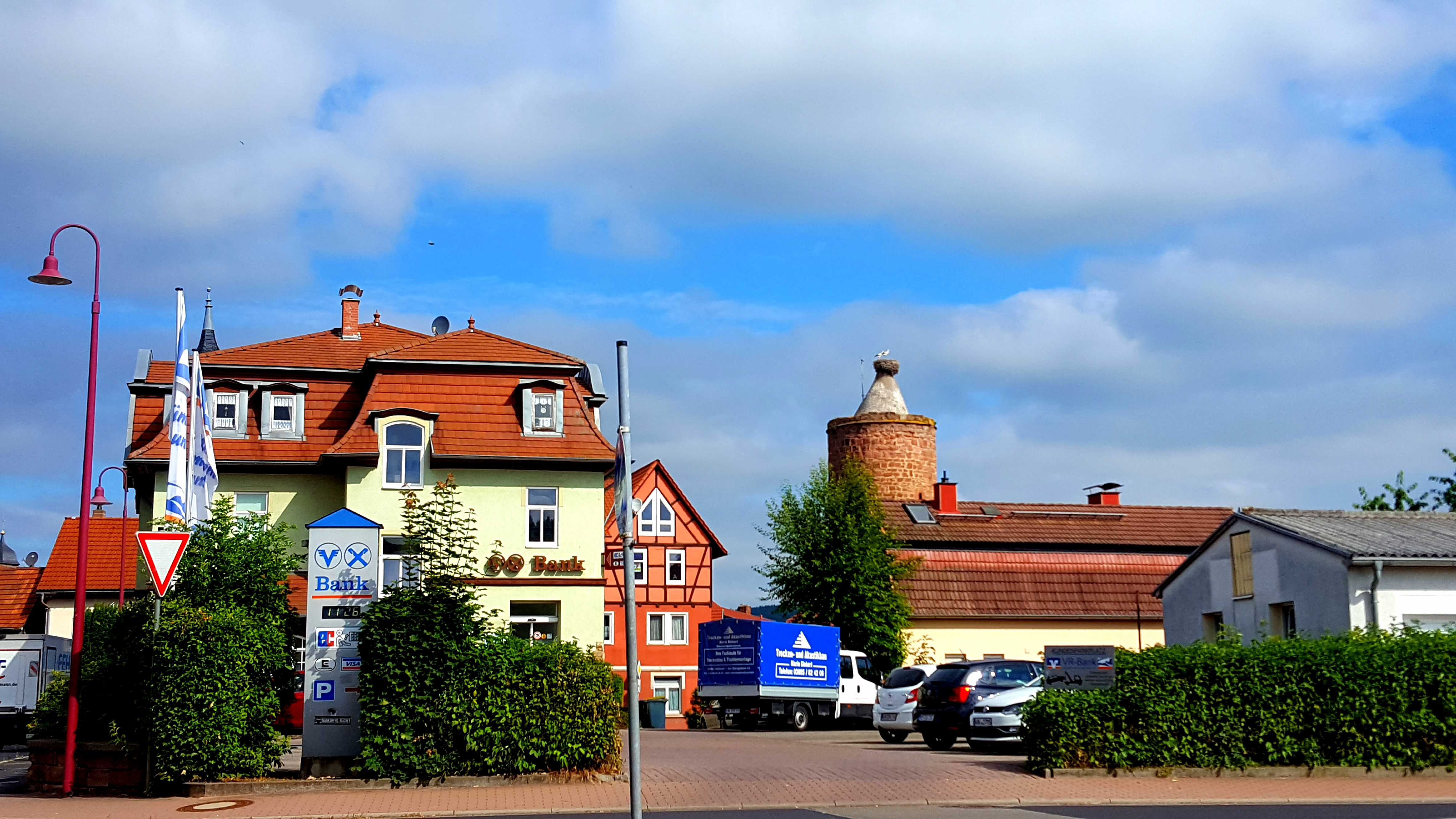
Storchenturm, Blick vom ehem. Bahnhof

### Museen
- Museum Burg Wendelstein

### Gedenkstätten
- Vor der Johanneskirche erinnert ein Bronzedenkmal von Richard Engelmann aus dem Jahre 1929 an die Gefallenen des Ersten Weltkrieges. Das Denkmal zeigt einen sterbenden Jüngling, ein zu damaliger Zeit sehr seltenes Motiv.
- Auf dem städtischen Friedhof erinnert ein Grabfeld mit Denkmal an 27 Zwangsarbeiter(innen) und ihre Kinder, die im Zweiten Weltkrieg nach Deutschland verschleppt und Opfer von Zwangsarbeit wurden.
- 1998 wurde auf dem jüdischen Friedhof eine Gedenktafel für die verfolgten jüdischen Bürger der Stadt Vacha in der Zeit des Nationalsozialismus (1933–1945) errichtet.
- 2014 wurden mehrere Stolpersteine zum Gedenken an die Vachaer Opfer des Nationalsozialismus verlegt, siehe Liste der Stolpersteine in Vacha.

### Bauwerke

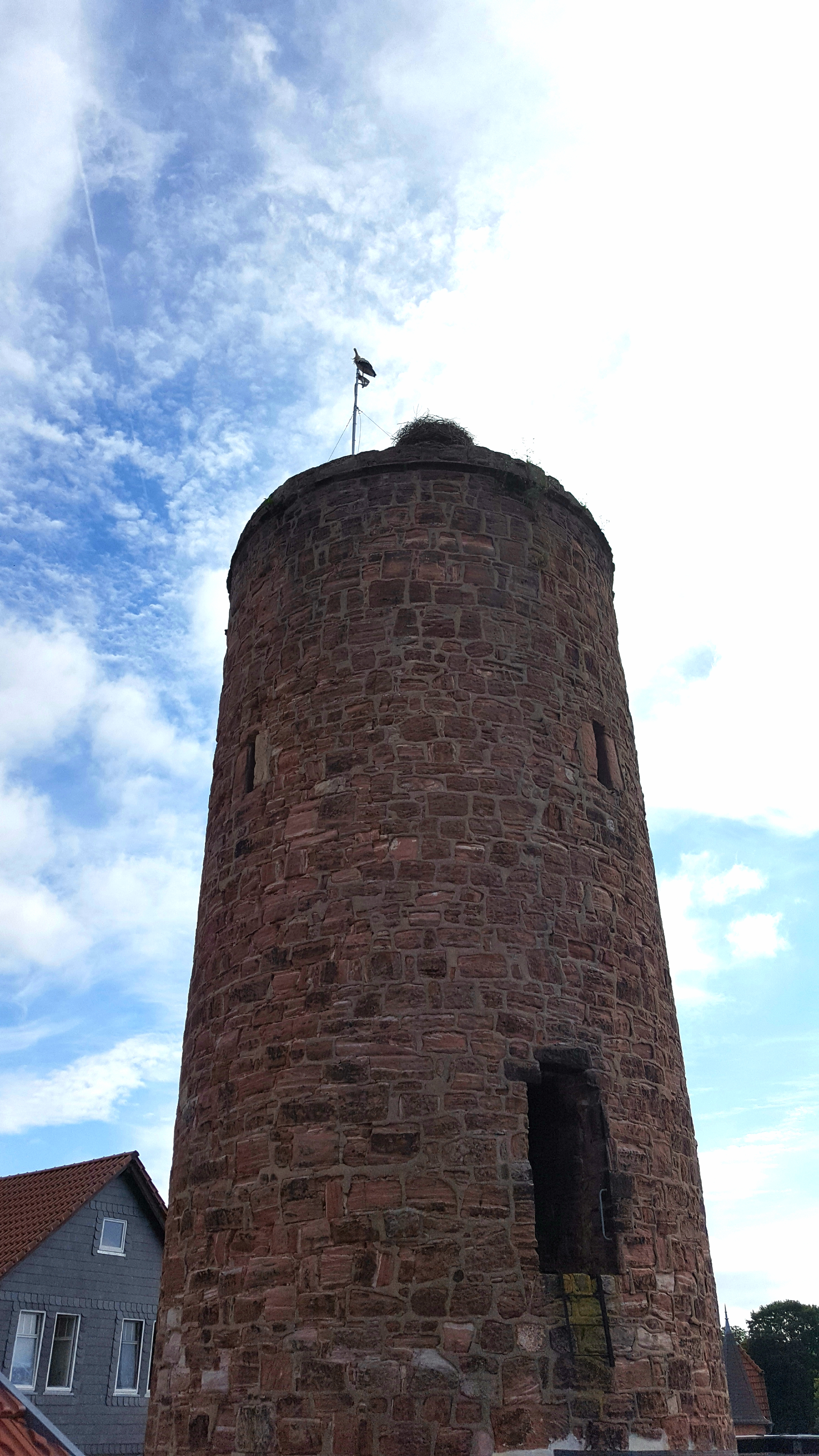
Storchenturm in der Widemarkter Straße, 2018

- Burg Wendelstein, daneben der Burgturm, davor die Reste der Burg- bzw. der Stadtbefestigung (2006)Storchenturm in der Widemarkter Straße, 2018Der Marktplatz ist ein längsgerichteter, nach Süden zum Dreieck erweiterter und nach Norden auf die Stadtkirche (Johanneskirche) ausgerichteter Platz. Er ist mit giebelständigen Häusern im hessischen Fachwerkstil bebaut. Dazu gehören das Haus Widmarckt, die Alte Münze, die Einhornapotheke (um 1780) und das Knusperhäuschen (um 1600). Weitere Betonung erfährt der Platz durch die Marktlinde und den Vitusbrunnen.[23]

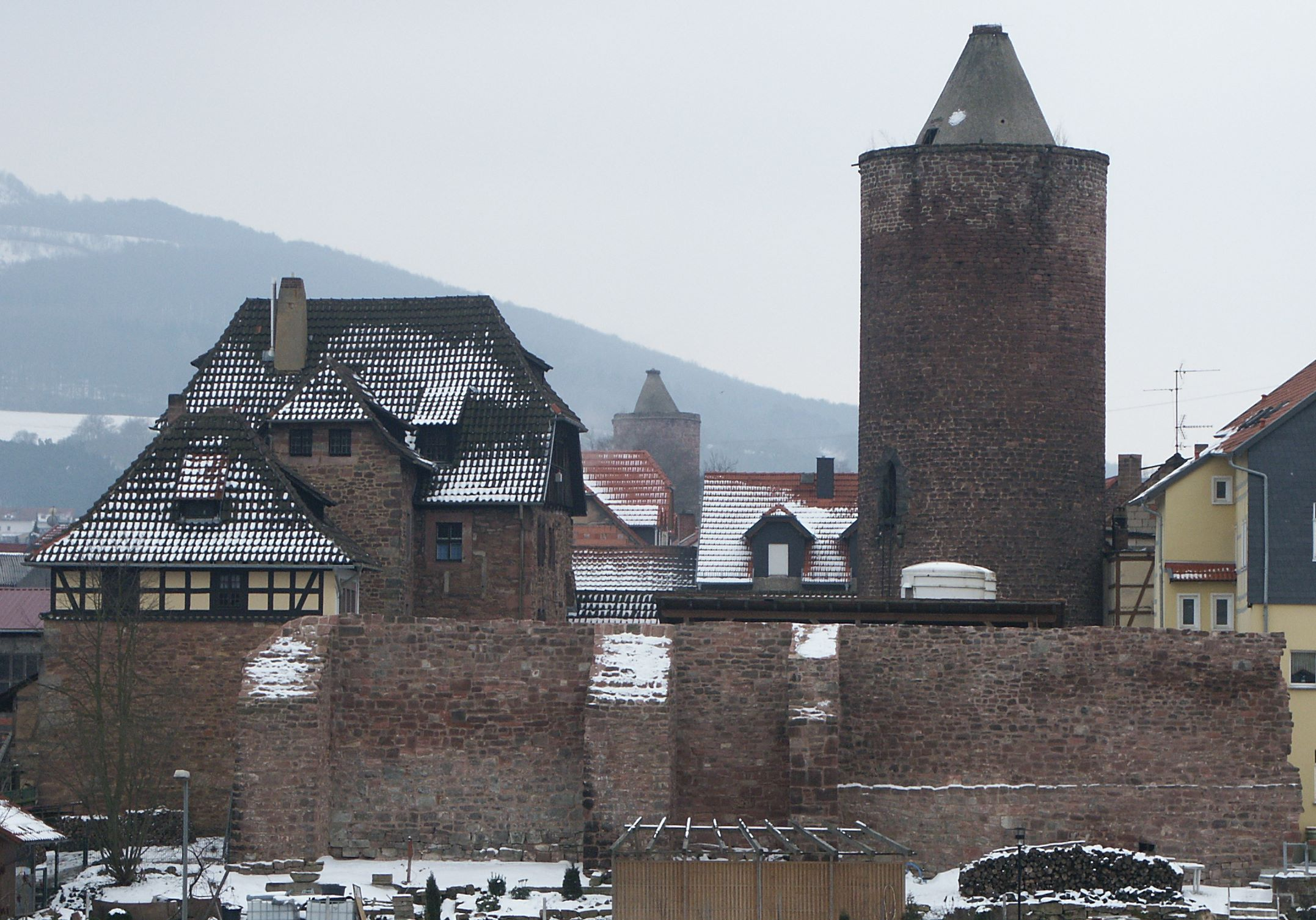
Burg Wendelstein, daneben der Burgturm, davor die Reste der Burg- bzw. der Stadtbefestigung (2006)

- Seit 1911 befinden sich im Haus Widmarckt Rathaus und Ratskeller. Der repräsentative Fachwerkbau im hessischen Stil wurde 1613 von Hans Weber (Hersfeld) für den landgräflichen Amtmann Caspar Widmarckter erbaut. 1910 erhielt das Gebäude einen rechtwinkligen Anbau. Eine Restaurierung erfolgte 1923.[24]
- Die Anfänge der „Alten Münze“ reichen bis ins 12. Jahrhundert zurück. Das Gebäude blieb von einem Brand im Jahr 1467 verschont und war von 1878 bis um 1900 ein katholischer Gottesdienstraum. Es enthält ein seitlich zugesetztes, gotisches, dreibahniges Fenster.[23][25]
- Beim sog. „Knusperhäuschen“ handelt es sich um ein giebelständiges, dreigeschossiges Fachwerkhaus mit massivem Erdgeschoss, geschnitzten Eckständern und Schwellen. In den Brüstungsfeldern sieht man geschweifte Andreaskreuze und Sonnenrosetten.[26]
- Der Vitusbrunnen entstand im Jahr 1613 und wurde 1818 erneuert. Das runde Sandsteinbecken enthält einen Brunnenstock mit Reliefs aus dem Leben des Stadtheiligen und ist bekrönt mit der Figur des heiligen Vitus.[26]
- Die Werrabrücke ist eine 225 Meter lange Steinbogenbrücke aus dem Mittelalter, Teil der Frankfurt-Leipziger-Straße, die die Stadt mit dem hessischen Philippsthal verbindet und die Werra überspannt.
- Am Nordrand der Altstadt befindet sich die Burg Wendelstein, eine im hohen Mittelalter errichtete Stadtburg, welche den Zugang zur Werrabrücke schützte.
- Am St. Annenberg findet man die Ruine der Annenkapelle. Sie wurde 1440 erwähnt. Es sind auf drei Seiten die Umfassungsmauern des Rechteckbaus erhalten.[23]
- Die evangelische Johanneskirche (ehem. St. Vitus) ist eine klassizistische Saalkirche mit romanischem Westturm. Sie wurde 1821–1824 teilweise neu errichtet, nachdem 1820 der Chor von 1365 und das Langhaus von 1467 abgebrochen waren. Es handelt sich um einen breitgelagerten Quadersteinbau. Der Westturm in Bruchsteinmauerwerk enthält eine Eckquaderung und ein romanisches Säulenportal. Das Glockengeschoss aus dem 14./15. Jahrhundert weist gotische Fenster und eine Maßwerkgalerie mit Wasserspeiern auf. Auf dem Turm befindet sich ein Pyramidenhelm von 1478.[27] Im Süden des Gebäudes ist ein Portikusportal mit Thermenfenster, im Ostportal sind die Thermenfenster in vertiefter Bogennische. Der querrechteckige Saal zeigt ein freitragendes Muldengewölbe. An den Schmalseiten sind breite Emporen mit gestaffelten Bankreihen. Der Gemeinderaum unter der Ostempore ist durch Glasfenster abgetrennt. Die Ausstattung stammt aus der Erbauungszeit. Die Farbgebung ist klassizistisch kühl in Grau, Weiß, Blau und Gold. Der Hauptraum enthält ganzfigurige Bildnisgrabsteine von Caspar Widmarckter und seiner Frau (1615 und 1621).[28] Die Kirche birgt eine Orgel von Johann Michael Holland aus dem Jahre 1831, die von Orgelbau Waltershausen von 2002 bis 2004 restauriert wurde.
- Klosterkirche (Servitenorden ab 1368 in Vacha) mit Wandmalereien (15. Jahrhundert)
- Die katholische Pfarrkirche St. Elisabeth ist eine Saalkirche von 1906 und weist einen eingezogenen, polygonalen Chor auf. Sie enthielt eine bedeutende, seltene Schreinmadonna aus Elbing (vermutlich 1402). Diese wurde mittlerweile in ein Museum verbracht. Sie zeigt geöffnet das Schutzmantelmotiv und einen vollplastischen Gnadenstuhl.[23]Werrabrücke, 2024

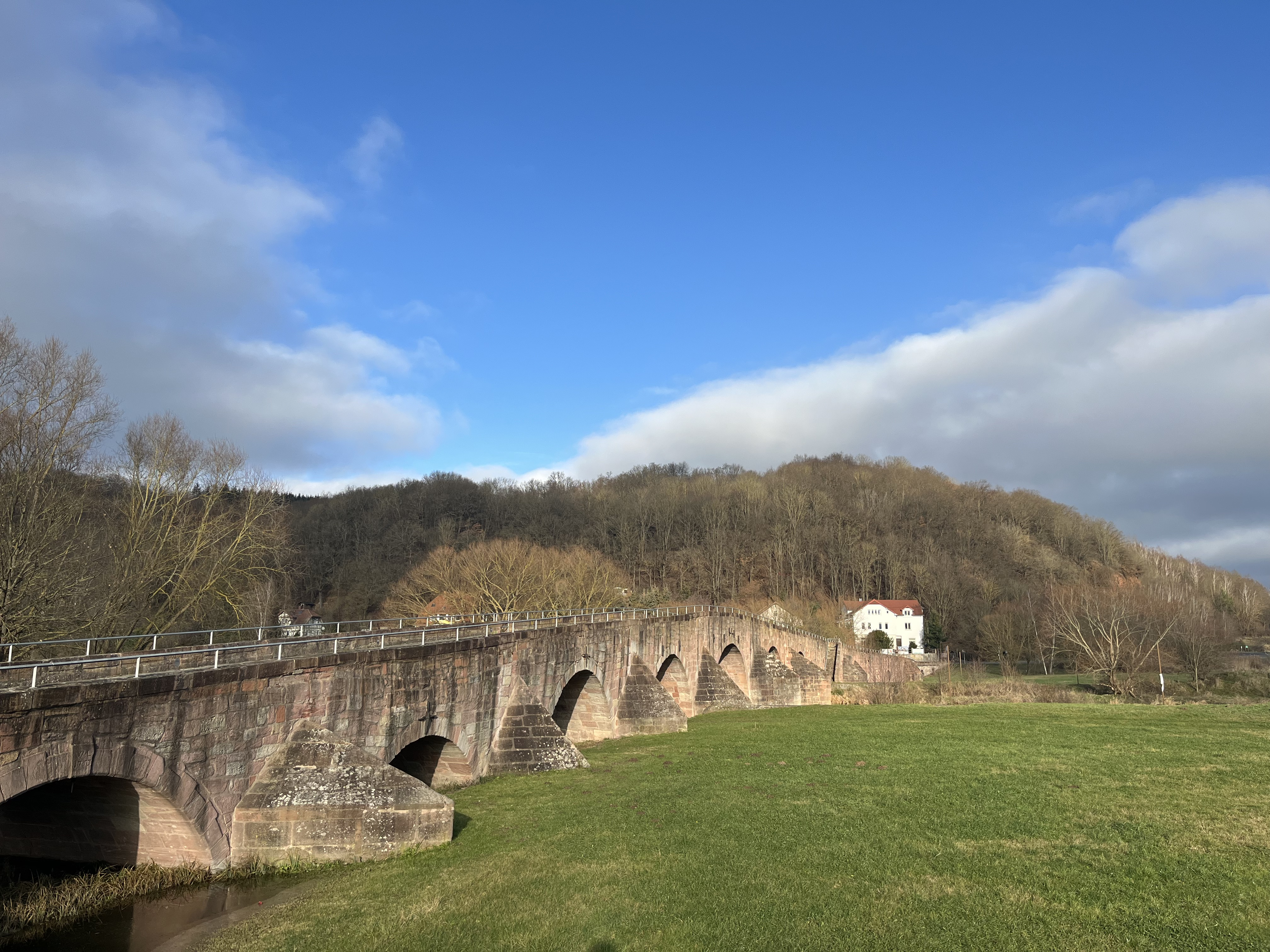
Werrabrücke, 2024

- Von der Stadtbefestigung, die ab dem 12. Jahrhundert errichtet wurde, sind von Häusern überbaute Teile der Stadtmauer und drei Rundtürme erhalten. Ursprünglich handelte es sich um ein durch die Burg Wendelstein verstärktes Befestigungssystem mit Türmen und vorgelegtem Wall-Graben-System.[23]
- Jüdischer Friedhof am Hospitalland in Richtung Busengraben[29]
- Bismarckturm auf dem Öchsenberg – errichtet 1902, 1978 gesprengt.
- Der Betriebshof des Kraftverkehr Bad Salzungen am Ortseingang aus Richtung Sünna mit seinem dreistöckigen, runden Verwaltungsgebäude wies eine für die DDR der 1950er Jahre außergewöhnliche Architektur auf. Er wurde 2014/15 abgerissen.
- Das Haus Hoßfeld, eine ehemalige Druckerei, erlangte traurige Berühmtheit in der deutsch-deutschen Geschichte, da der Grenzverlauf des Eisernen Vorhangs mitten durch das Gebäude verlief

### Regelmäßige Veranstaltungen
- weihnachtlicher Herzermarkt
- Karneval
- Burgfest
- Stadtfest

## Wirtschaft und Infrastruktur

### Gewerbegebiete
Das Gewerbegebiet Vacha/Oberzella befindet sich am westlichen Ortsrand des Stadtteils Oberzella. Es verfügt über eine Gesamtfläche von 26,3 ha (Stand 2009), weitere 17 ha sind als Erweiterungsfläche reserviert.

### Verkehr

#### Schienenverkehr
Seit 1879 hat die Stadt mit dem Bahnhof Vacha Anschluss an das Eisenbahnnetz. Nach der Stilllegung der Ulstertalbahn wegen Grenzsicherungsmaßnahmen an der innerdeutschen Grenze ließ das SED-Regime 1952 eine Grenzumgehungsschleife nach Unterbreizbach bauen, um den Güterverkehr zum dortigen Kaliwerk komplett über DDR-Gebiet abwickeln zu können. Die DR bediente die von 1954 bis 1956 auch im Personenverkehr. Seit 1956 verkehrten Personenzüge nur noch zwischen Bad Salzungen und Vacha. Seit der Einstellung des Kaliverkehrs nach Unterbreizbach Anfang des Jahres 2000 und dem Ende des Personenverkehrs nach Bad Salzungen im Juni 2001 lag der Bahnhof brach.

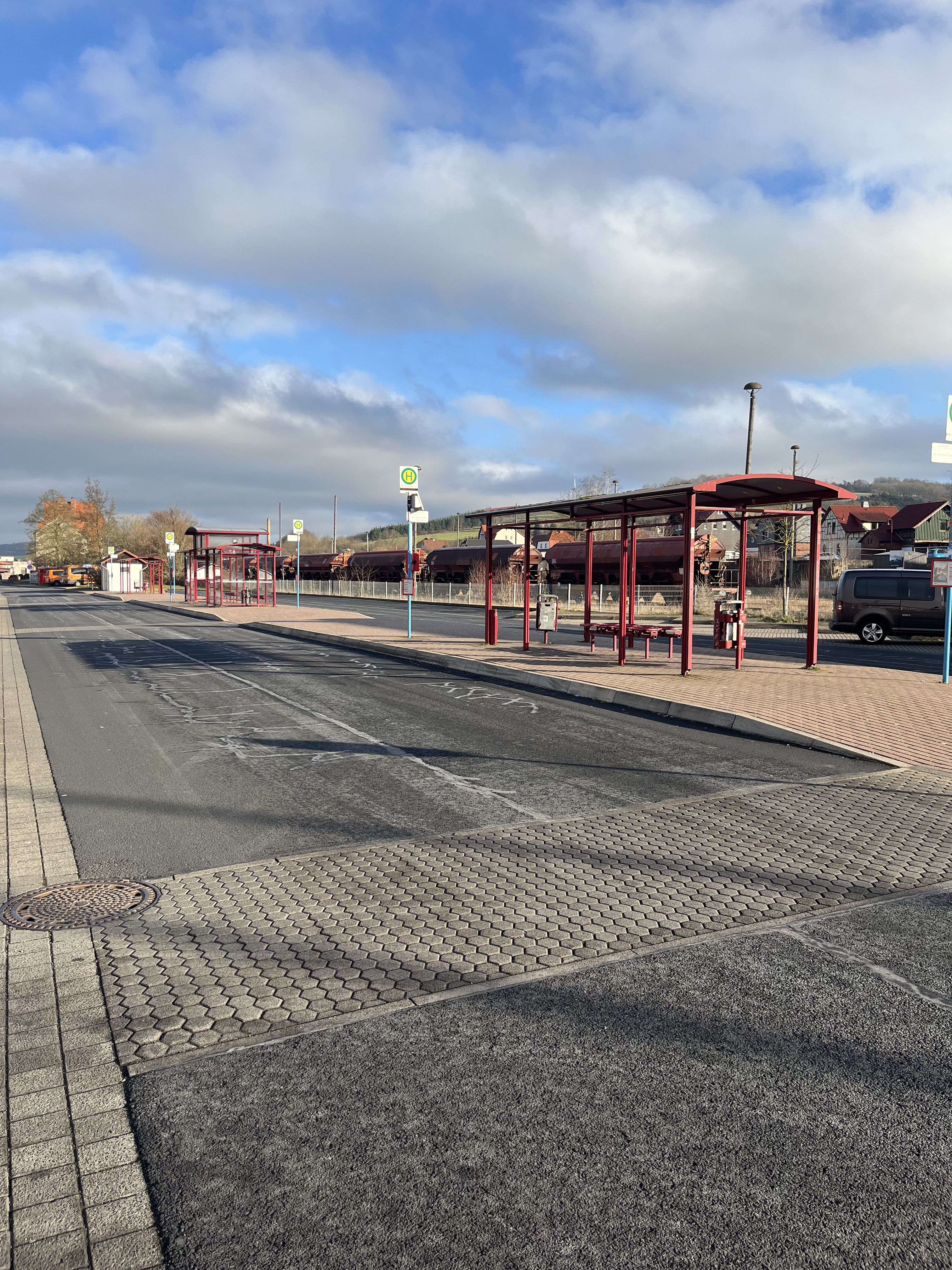
Busbahnhof Vacha, 2024

In den Räumlichkeiten des früheren Bahnbetriebswerkes Vacha ist, nach langjähriger Nutzung durch einen Stahlbaubetrieb, heute ein Eisenbahnverein ansässig, der die Bahnanlagen pflegt und eine Wiederaufnahme des Eisenbahnbetriebes auf der Strecke nach Bad Salzungen als Anschlussbahn für den Güterverkehr anstrebt.

#### Straßenverkehr
Durch das Gebiet der Stadt führen die Bundesstraßen 62 und 84, über welche die Städte Bad Salzungen, Eisenach, Fulda und Bad Hersfeld zu erreichen sind. Anschluss an die Bundesautobahn 4 besteht über die B 62 bei Friedewald und über die B 84 in Eisenach.

#### ÖPNV
Vacha ist heute mit mehreren Buslinien des Verkehrsunternehmen Wartburgmobil an das ÖPNV-Netz angeschlossen. Diese verkehren zwischen 5 Uhr und 20 Uhr in Richtung Geisa, Unterbreizbach, Oechsen, Dermbach, Bad Salzungen und Eisenach (ICE-Halt). Zusätzlich verkehrt eine Linie nach Bad Hersfeld (ICE-Halt), welche in Kooperation mit dem NVV betrieben wird.

### Wasser und Abwasser
Die Wasserver- und Abwasserentsorgung wird durch den Wasser- und Abwasserverband Bad Salzungen sichergestellt.

## Persönlichkeiten

### Ehrenbürger
- Paul von Hindenburg (1847–1934), Generalfeldmarschall[34]

### Söhne und Töchter der Stadt
- Balthasar Fabricius (um 1478–1541), Humanist, lateinischer Grammatiker und Rhetoriker
- Hans Sippel († 1525), Kommandant des Werrahaufens im Großen Deutschen Bauernkrieg.
- Georg Witzel (1501–1573), Theologe und Gegner Luthers
- Louis Heyligenstaedt (1842–1910), Maschinenfabrikant in Gießen und Reichstagsabgeordneter
- Walther Poppitz (1848–1933), Politiker und Unternehmer
- Ferdinand Gerstung (1860–1925), Imker und Mitbegründer des ersten Museums für Bienenzucht
- Leopold Suchsland (1871–1943), Musikpädagoge und Komponist
- Günter Porsiel (1933–2017), Politiker (CDU) und Heimatforscher
- Tillmann Mohr (* 1940), Meteorologe, Präsident des Deutschen Wetterdienstes und Generaldirektor von EUMETSAT
- Conrad Cappell (* 1947), Diplomat und 2008–2013 Generalkonsul von Ho-Chi-Minh-Stadt
- Jürgen Bohn (* 1959), FDP-Politiker und von 1990 bis 1994 Landesminister für Wirtschaft und Technik in Thüringen
- Volker Wachter (* 1960), Archivar und Publizist im Filmbereich
- Karsten Schumann (* 1963), Sportwissenschaftler
- Michael Arnold (* 1967), Jazzmusiker
- Frank Witter (* 1970), Schauspieler
- Steven Scharf (* 1975), Schauspieler
- Karin Moog (* 1976), Schauspielerin

### Personen mit Bezug zu Vacha
- Carl Oeste (1832–1898), Politiker, von 1869 bis 1890 Bürgermeister von Vacha